# جنگ کره

روند جنگ

جنگ کره جنگی میان کره جنوبی (جمهوری کره) با پشتیبانی نیروهای سازمان ملل متحد به رهبری ایالات متحده آمریکا و کره شمالی (جمهوری دموکراتیک خلق کره) با پشتیبانی چین و کمک نظامی اتحاد جماهیر شوروی بود که در ۲۵ ژوئن ۱۹۵۰، پس از یک سلسله درگیری‌های مرزی و اعتراضات در بخش جنوبی، با حمله نیروهای تحت فرمان حکومت کمونیستی کیم ایل سونگ به بخش جنوبی کره، آغاز شد و در ۲۷ ژوئیه ۱۹۵۳، با امضای پیمان ترک مخاصمه کره به پایان رسید.
این جنگ، نتیجه تقسیم کره پس از جنگ جهانی دوم بود. این کشور از سال ۱۹۰۵ تا پایان جنگ جهانی دوم، مستعمره ژاپن بود. با شکست ژاپن در جنگ جهانی دوم، نیروهای آمریکایی وارد بخش جنوبی شبه‌جزیره کره و نیروهای شوروی وارد بخش شمالی آن شدند و خط معروف به مدار ۳۸ درجه شمالی به عنوان مرز دو طرف تعیین شد. تلاش‌ها برای برگزاری یک انتخابات آزاد در سراسر شبه‌جزیره کره بی‌نتیجه ماند و این موضوع تنش‌ها بین دو طرف را افزایش داد. یک حکومت دست راستی متحد آمریکا در بخش جنوبی و یک حکومت کمونیستی متحد شوروی در بخش شمالی به قدرت رسید که هر دو مدعی حکومت بر کل شبه‌جزیره کره بودند و طرف مقابل را هیچگاه به رسمیت نشناخته‌اند.
جنگ کره در ۲۵ ژوئن ۱۹۵۰ با گذشتن نیروهای تحت فرمان کیم ایل سونگ رهبر کره شمالی از مدار ۳۸ درجه آغاز شد. دو روز بعد شورای امنیت ملل متحد به پیشنهاد آمریکا قطعنامه‌ای را برای کمک نظامی به کره جنوبی به تصویب رساند. شوروی که در شورای امنیت صاحب حق وتو بود در آن هنگام جلسات شورا را در اعتراض به وضعیت کرسی چین در این سازمان تحریم کرده بود (کرسی چین با وجود تصرف تمام خاک اصلی سرزمینِ چین توسط جمهوری خلق چین به رهبری مائو در سال ۱۹۴۹ همچنان در اختیار حکومت جمهوری چین بود) و در نتیجه این قطعنامه بدون حضور شوروی به امضا رسید. در مجموع ۳۴۱ هزار سرباز برای کمک به کره جنوبی به جنگ اعزام شدند که ۸۸ درصد آنان آمریکایی و بقیه از ۲۰ کشور دیگر بودند.
نیروهای کمونیست کره شمالی که از نظر تجهیزات نظامی برتری مطلق بر همسایه جنوبی داشتند، مراحل اولیه جنگ را با موفقیت طی کرده و تقریباً تمام کره به جز شبه‌جزیره بوسان در جنوب شرقی را اشغال کردند، اما با ورود نیروهای سازمان ملل که فرماندهی آن‌ها را داگلاس مک‌آرتور فرماندار نظامی آمریکا در ژاپن بر عهده داشت، ورق برگشت. در ۱۵ سپتامبر ۱۹۵۰ نیروهای آبی-خاکی آمریکا در بندر اینچئون، ۱۶۰ کیلومتر پشت خطوط ارتش خلق کره پیاده شده و این شهر را به تصرف خود درآوردند و ۱۰ روز بعد سئول دوباره به دست قوای کره جنوبی افتاد. در ۱ اکتبر قوای سازمان ملل از مدار ۳۸ درجه گذشته و در ۱۹ اکتبر پیونگ‌یانگ پایتخت کره شمالی به تصرف آن‌ها درآمد. نیروهای سازمان ملل سپس تا رود یالو در مرز چین و کره پیشروی کرده و تقریباً تمام شبه‌جزیره را اشغال کردند. اما در این مرحله ورود میلیون‌ها سرباز چینی، تحت عنوان قوای داوطلب، وضعیت را تغییر داده و نیروهای کره شمالی و چین مجدداً تا سئول پیش رفتند. هرچند نیروهای سازمان ملل دوباره سئول را اشغال و نیروهای کره شمالی و چین را تا مدار ۳۸ درجه عقب راندند. از ژوئیه ۱۹۵۱ جنگ به حالت مغلوبه درآمده و مذاکرات آتش‌بس بین دو طرف آغاز شد، این مذاکرات دو سال بعد، پس از شکست دموکرات‌ها در آمریکا و آغاز ریاست جمهوری دوایت آیزنهاور در ژوئیه ۱۹۵۳ به پیمان آتش‌بس انجامید و مدار ۳۸ درجه شمالی به عنوان مرز دو طرف تعیین شد. این پیمان هنوز اعتبار خود را حفظ کرده و تاکنون معاهده صلحی میان دو کشور امضا نشده‌است.

## پیش‌زمینه

### اوضاع شبه‌جزیرهٔ کره در جنگ جهانی دوم
از سال ۱۹۰۵ شبه‌جزیرهٔ کره تحت حکومت امپراتوری ژاپن بود و در تمام سال‌های جنگ جهانی دوم نیز تحت اشغال نیروهای ژاپنی باقی‌ماند. پس از آن‌که آلمان نازی در بهار ۱۹۴۵ تسلیم متفقین شد، امپراتور ژاپن هیروهیتو تمام نیروها را برای دفاع از جزیره اصلی ژاپن، از شرق و جنوب شرق آسیا فرا خواند. نیروهای ژاپنی مستقر در کره نیز مجبور به عقب‌نشینی شدند و تنها تعداد محدودی از سربازان ژاپنی در این شبه‌جزیره باقی‌ماندند. ۳ روز پس از بمباران اتمی هیروشیما و ناگاساکی در ۶ اوت ۱۹۴۵، اتحاد جماهیر شوروی به ژاپن اعلان جنگ داد و ارتش سرخ بر منچوری و شمال شبه‌جزیرهٔ کره هجوم برد. نیروهای ایالات متحده آمریکا نیز از جنوب این شبه‌جزیره وارد شدند و به‌طور موقت این شبه‌جزیره، میان قوای شوروی و آمریکا تقسیم گردید.

### نفوذ کمونیسم در شبه جزیرهٔ کره
پس از اشغال شمال کره توسط قوای شوروی در سال ۱۹۴۵، کیم ایل سونگ که یک کمونیست کره‌ای بود وارد کره شد و با کمک شوروی و طرفدارانش توانست قدرت را در شمال تصاحب کند. هری ترومن، رئیس‌جمهور وقت آمریکا، قبل از به قدرت رسیدن کیم ایل سونگ در منطقهٔ شمالی، از ژوزف استالین رهبر شوروی خواسته بود تا یک انتخابات آزاد در این شبه جزیره برپا شود، اما شوروی عملاً با به قدرت رساندن کیم ایل سونگ این خواستهٔ آمریکا را رد کرد و از همین‌جا اختلافات سیاسی در این شبه‌جزیره آغاز شد.

## آغاز جنگ
از سال ۱۹۴۹ عوامل متعددی وضعیت را به نفع کمونیست‌های حاکم بر کره شمالی تغییر داد. شوروی در سپتامبر این سال اولین آزمایش اتمی خود را انجام داد. در همین سال نیروهای آمریکایی که از زمان جنگ جهانی دوم برای آزادی کره از اشغال ژاپن در این سرزمین مستقر شده بودند، به‌طور کامل آن را ترک کردند. کمونیست‌های چینی به رهبری مائو هم در همین سال تمام سرزمین اصلی چین را فتح کرده و با سرنگونی جمهوری چین، حکومت جمهوری خلق چین را تشکیل دادند که متحد دیگری برای کره شمالی به‌شمار می‌آمد. در حالی که آمریکایی‌ها، بی‌توجه به درخواست‌های کمک جمهوری چین، در جنگ داخلی چین مداخله نکرده بودند، استالین و رهبران کره شمالی این‌گونه نتیجه می‌گرفتند که طبیعتاً آمریکایی‌ها علاقه‌ای به جنگ در کره هم نخواهند داشت، با توجه به اینکه کره اهمیت استراتژیکی بسیار کمتری از چین دارد.
مجموعه این عوامل دست به دست هم آمد تا استالین و رهبری شوروی سیاست تهاجمی‌تری را در شرق آسیا اتخاذ کرده و کمک‌های نظامی و اقتصادی قابل توجهی را به سوی چین و کره شمالی سرازیر کنند. با پایان جنگ داخلی چین کره‌ای‌تبارهای ارتش آزادی‌بخش خلق هم اجازه پیدا کردند تا به کره شمالی بروند. همراهی کهنه‌سربازان چینی در کنار تانک‌ها و توپخانه و هواپیماهای جنگی شوروی و تمرینات نظامی طاقت‌فرسای سربازان کره‌ای به افزایش برتری نظامی کره شمالی بر کره جنوبی منجر شده بود.
آرزوی کیم ایل سونگ برای وحدت کره و نیز تشکیل یک حکومت کمونیستی در شبه جزیرهٔ کره، زمینهٔ مناسبی را برای آغاز یک جنگ فراهم آورد و سرانجام در ژوئن ۱۹۵۰ ارتش کمونیستی کره به رهبری کیم ایل سونگ به منطقه جنوبی حمله کرد. در آن زمان ترومن، رئیس‌جمهور آمریکا معتقد بود که کره شمالی به دستور ژوزف استالین، و تحت تأثیر اتحاد شوروی عمل کرده‌است، اما در دهه‌های اخیر افشای مدارک محرمانه و دیگر اسناد ثابت کرده‌است که کیم ایل سونگ، رهبر کره شمالی، خود تصمیم به حمله گرفته و سپس تقریباً در پایان سال ۱۹۴۹ به مسکو سفر کرده تا برای عملی کردن تصمیمش از استالین اجازه بگیرد. استالین چند بار درخواست کیم را رد کرده بود تا سرانجام در آوریل ۱۹۵۰ به او اجازه این کار را داد. اتحاد شوروی به کره شمالی کمک نظامی‌کرد و همچنین در طرح نقشه حمله که متضمن دوباره‌سازی مسیر راه‌آهن تا کائوسونگ نیز می‌شد به ارتش شمال کمک رساند. مردم کرهٔ جنوبی که تمایلی نسبت به کمونیست‌ها نداشتند، دستِ کمک به سوی آمریکا دراز کردند. ترومن از سازمان ملل متحد تقاضا کرد که علیه متجاوز، بی‌درنگ اقداماتی نظامی معمول گردد و قوای جنگی ایالات متحده آمریکا را به شرکت در این جنگ مکلف ساخت.
ارتش کمونیستی کره توانست سئول را اشغال کند و کیم ایل سونگ در شرف تشکیل یک حکومت کمونیستی، در تمامی شبه جزیرهٔ کره بود، اما با پیاده شدن نیروهای آمریکا و سازمان ملل در بندر بوسان در جنوب شبه جزیرهٔ کره و برتری هوایی ارتش آمریکا، ارتش کمونیستی کره با اینکه مقاومت خوبی از خود نشان داد ولی مجبور به عقب‌نشینی شد و نیروهای سازمان ملل توانستند ارتش کیم ایل سونگ را تا نزدیکی مرزهای چین عقب برانند، کیم ایل سونگ از ترس شکست و از دست دادن منطقهٔ شمالی کره، از چین در خواست کمک کرد، چین نیز با اعزام صدها هزار تن از جوانان خود و تعدادی از جوانان دیگر کشورهای کمونیستی و با پشتیبانی هواپیماهای جت (عموماً میگ ۱۵) ساخت شوروی، و با خلبانی خلبانان چینی، کره‌ای و روسی، توانستند دوباره تا سئول پیش بروند اما دوباره توسط نیروهای ایالات متحدهٔ آمریکا تا مدار ۳۸ درجه و حتی اندکی بالاتر عقب رانده شدند.
در جریان جنگ کره، نیروی هوایی ایالات متحده آمریکا ۶۳۵٬۰۰۰ تن بمب بر روی کره شمالی ریخت. در این جنگ نیروی هوایی آمریکا نقش مؤثری داشت و تا قبل از ورود میگ ۱۵ و خلبان‌های روسی این جنگنده‌ها، ارتش کره شمالی را تقریباً از بین برد ولی با ورود میگ ۱۵ نیروی هوایی آمریکا هم بارها طعم شکست را از چشید تا جایی که در ۱۲ آوریل ۱۹۵۱ که به پنجشنبه سیاه نیروی هوایی آمریکا معروف شد ۳۰ فروند میگ در برابر ۳۶ بمب افکن بی ۲۹ و یکصد جت اسکورت‌کننده حمله کرده و توانستند بدون هیچ تلفاتی ۱۲ فروند بمب افکن و ۱۱ فروند جت اسکورت‌کننده را از بین ببرند.

## آغاز مذاکرات آتش‌بس و پایان جنگ
با دخالت حکومت خلق چین در جنگ و بالا رفتن تلفات ایالات متحده در این جنگ، دربارهٔ نحوهٔ ادامهٔ جنگ میان رئیس‌جمهور ترومن و ژنرال مک آرتور فرماندهٔ نیروهای آمریکایی در کره، اختلافاتی به وقوع پیوست. مک آرتور خواستار بمباران شهرهای چین بود ولی ترومن از وقوع جنگ جهانی سوم بیم داشت، به همین دلیل ژنرال مک آرتور را از سمتش عزل کرد.
در آن طرف کیم ایل سونگ، که می‌دانست قادر به تصرف منطقهٔ جنوبی نیست، با آغاز مذاکرات آتش‌بس در سال ۱۹۵۱موافقت کرد؛ اما این مذاکرات تا دو سال بعد به نتیجه نرسیدند تا اینکه پس از شروع ریاست جمهوری آیزنهاور، در ژوئیه ۱۹۵۳ قرار ترک مخاصمات به امضا رسید و مدار ۳۸ درجه مرز بین دو کره تعیین گردید. جنگ کره جنگی دامنه‌دار بود، هفده کشور به رهبری ایالات متحده آمریکا، لشکریان سازمان ملل متحده را تشکیل داده بودند. تخمین زده شد که مجموع کل تلفات وارده بر طرفین اعم از مقتول، مجروح یا مفقود الاثر در این جنگ بالغ بر سه میلیون نفر بود، که بیشتر آن‌ها کره‌ای و چینی بودند. تلفات وارده بر قوای آمریکایی در این جنگ، تقریباً به ۳۶۰٬۰۰۰ نفر رسید.

## کره بعد از جنگ
پس از پایان جنگ، سازمان کشورهای بی‌طرف متشکل از نیروهای حافظ صلح سوئیس و چند کشور بی‌طرف دیگر در جنگ کره برای نظارت بر رعایت آتش‌بس دو طرف، در خاک کرهٔ جنوبی تأسیس گردید. آمریکا نیز برای حفظ جایگاه خود پس از جنگ، چند پایگاه نظامی در خاک کرهٔ جنوبی ایجاد کرد. شوروی نیز برای تقویت کره شمالی تجهیزات نظامی و همچنین پایگاه اتمی در کره شمالی تأسیس کرد.

## نگارخانه عکسهای شهروندان غیرنظامی

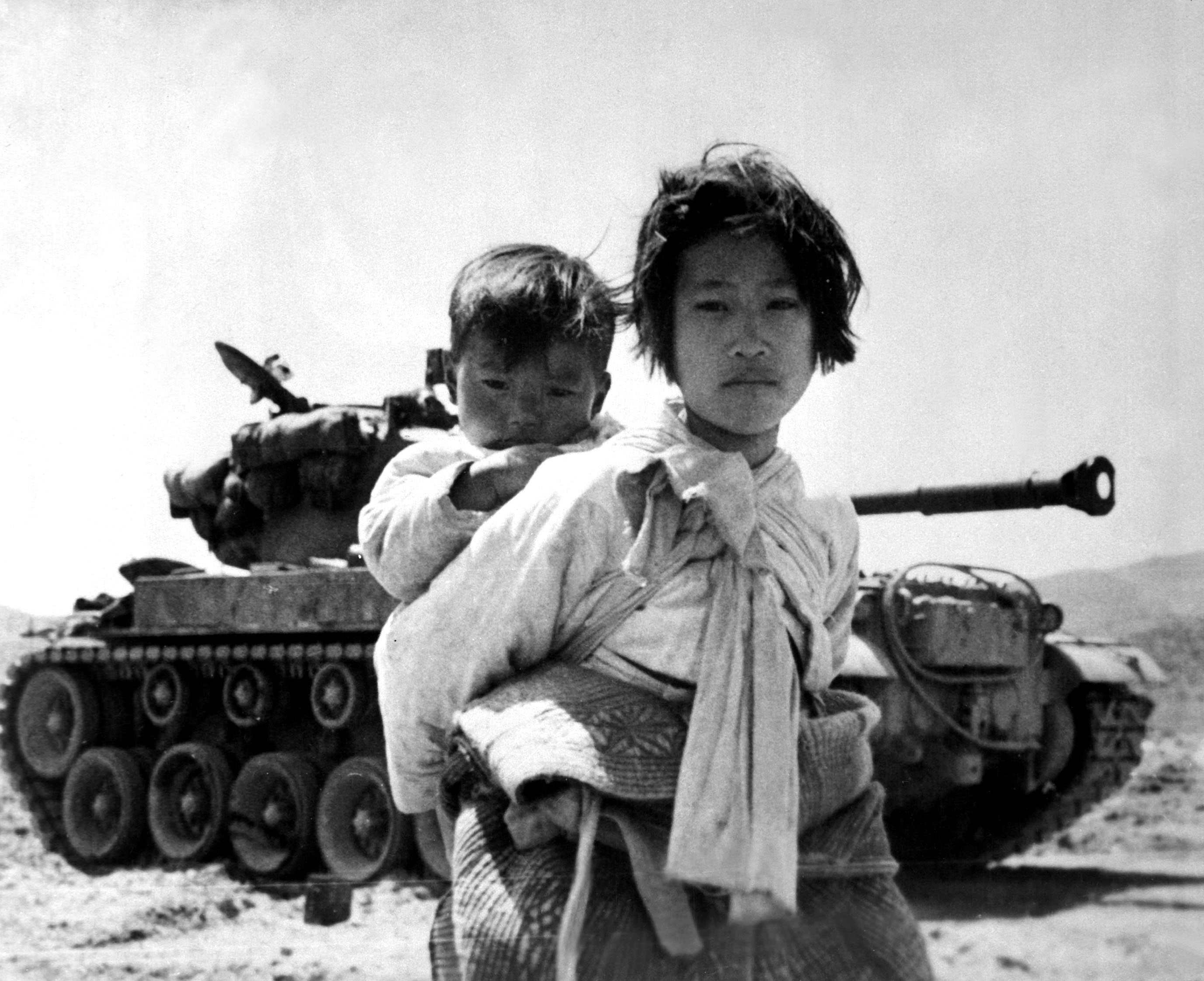
مادر پناهندهٔ کره‌ای به‌همراه فرزندش
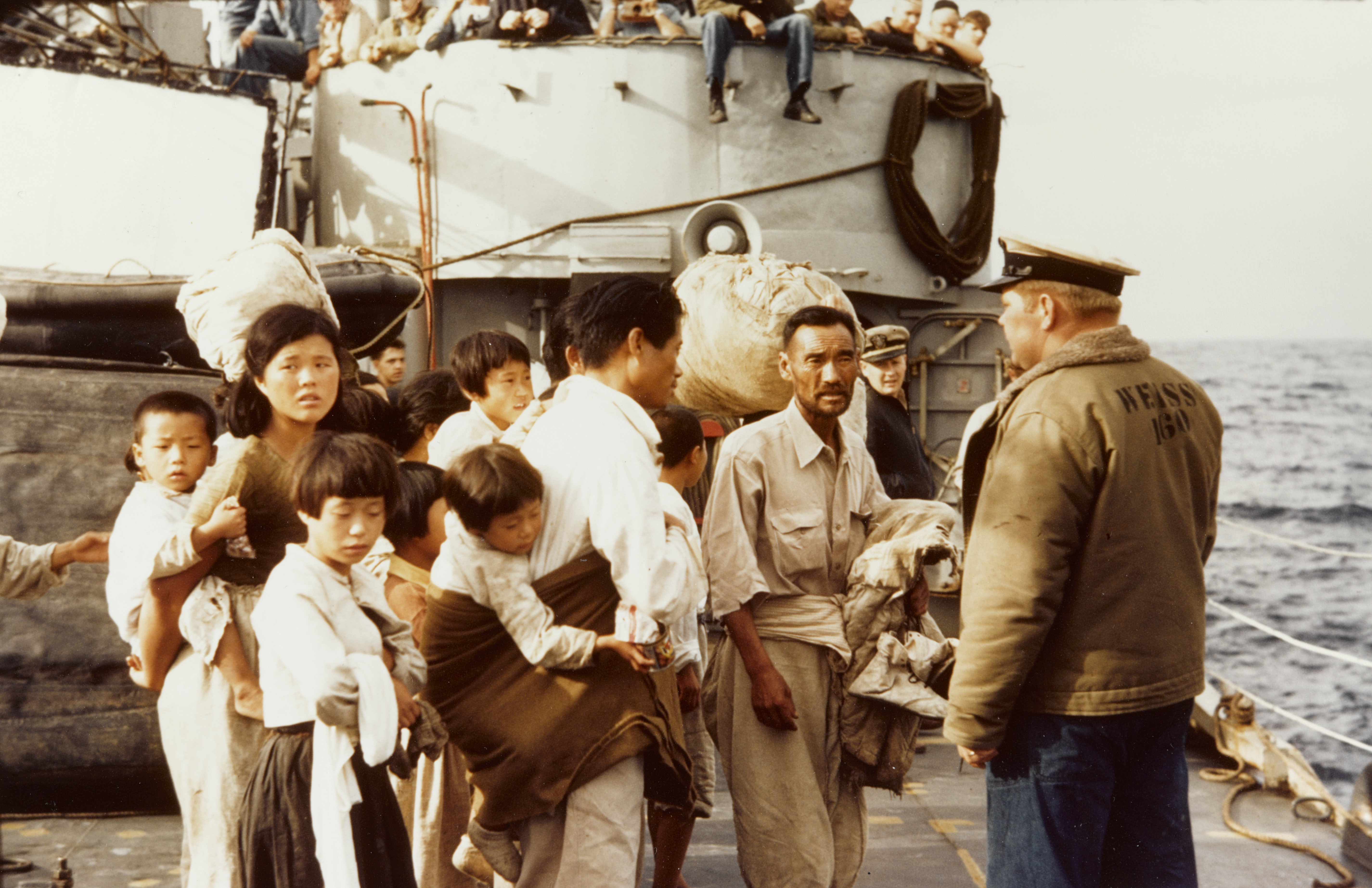
پناهندگان کره‌ای بر عرشهٔ یو.اس.اس ویس
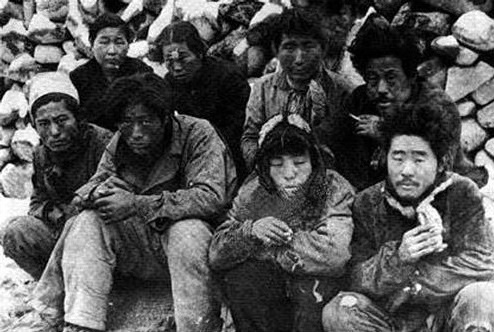
ساکنان جزیره ججو در انتظار اعدام.
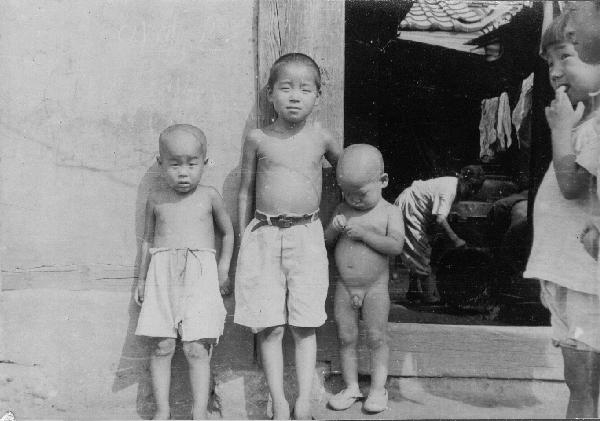
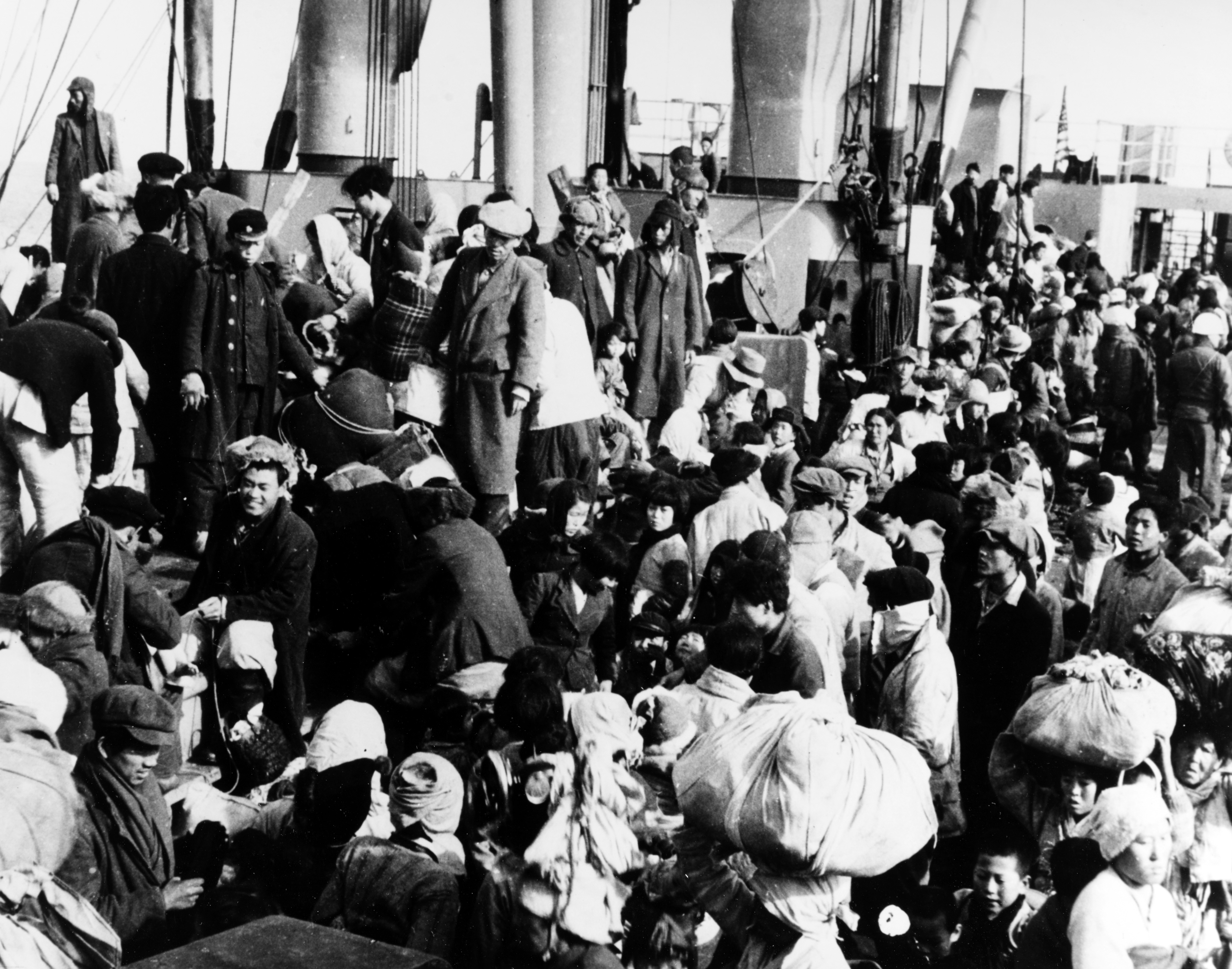

## نگارخانهٔ نبرد زمینی

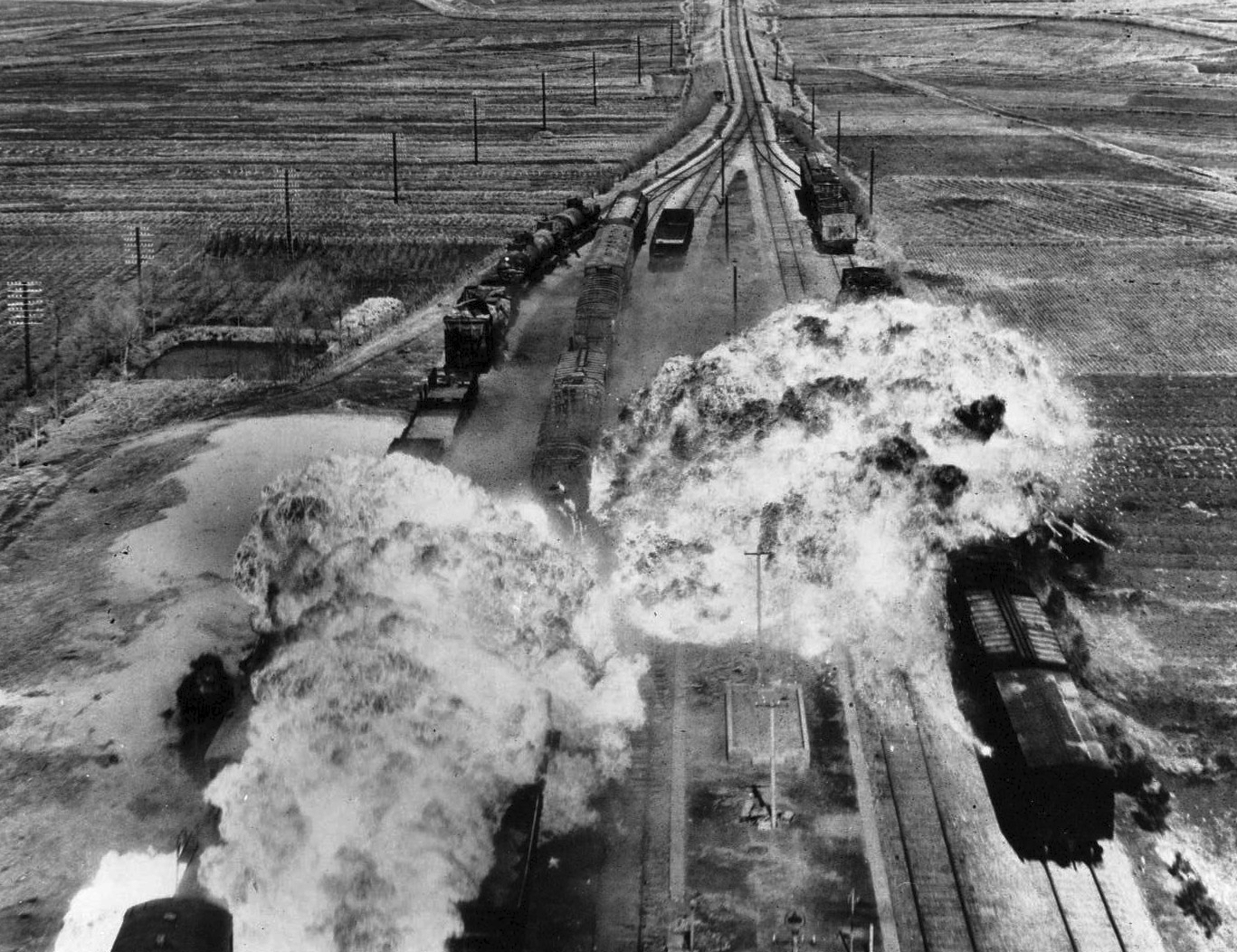
نیروی هوایی ایالات متحده به راه‌آهنی در جنوب ونسان در ساحل شرقی کره شمالی حمله می‌کند.
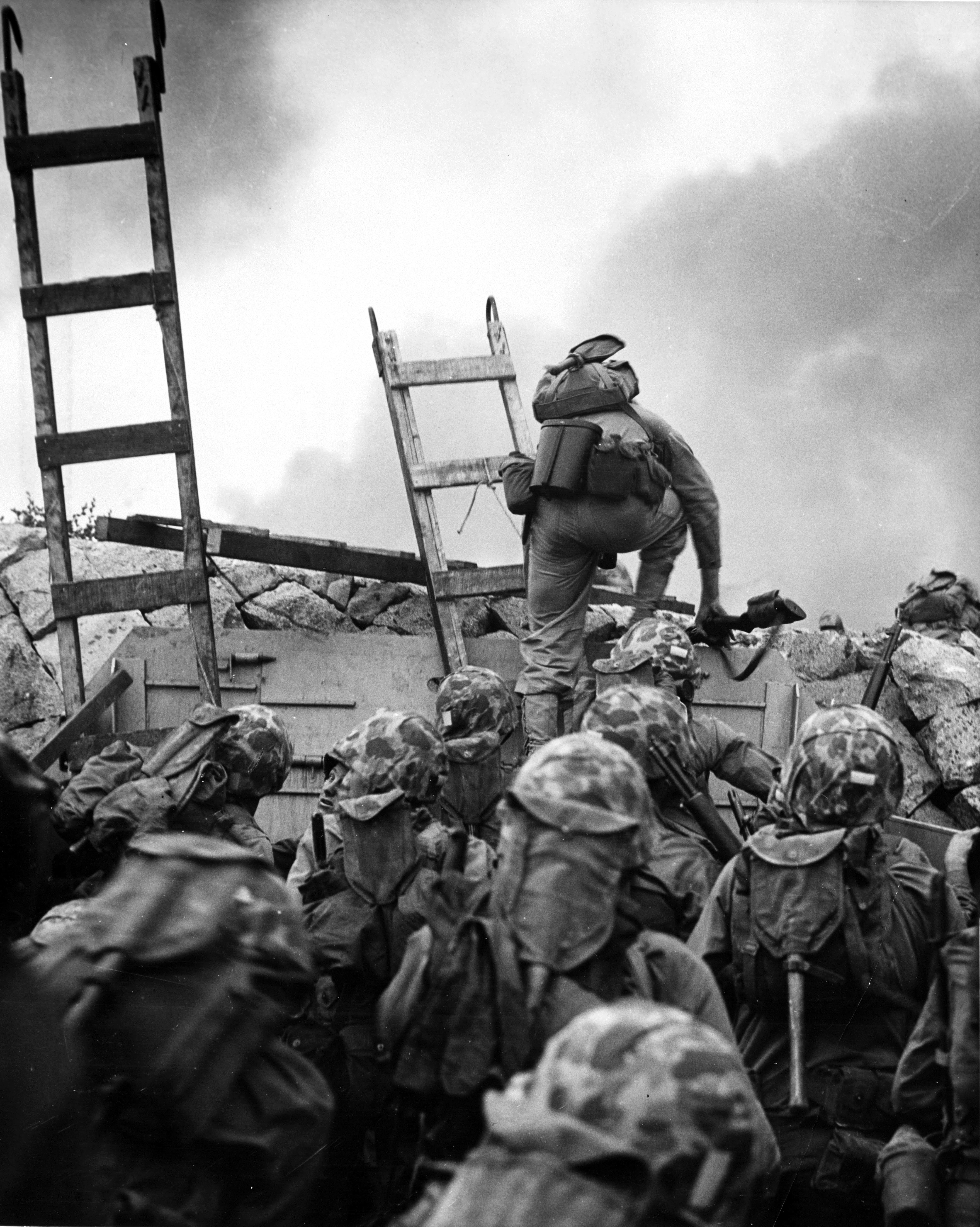
یورش تفنگداران دریایی آمریکا به ساحل اینچئون که نیروهای کره شمالی در آنجا پایگاه داشتند.
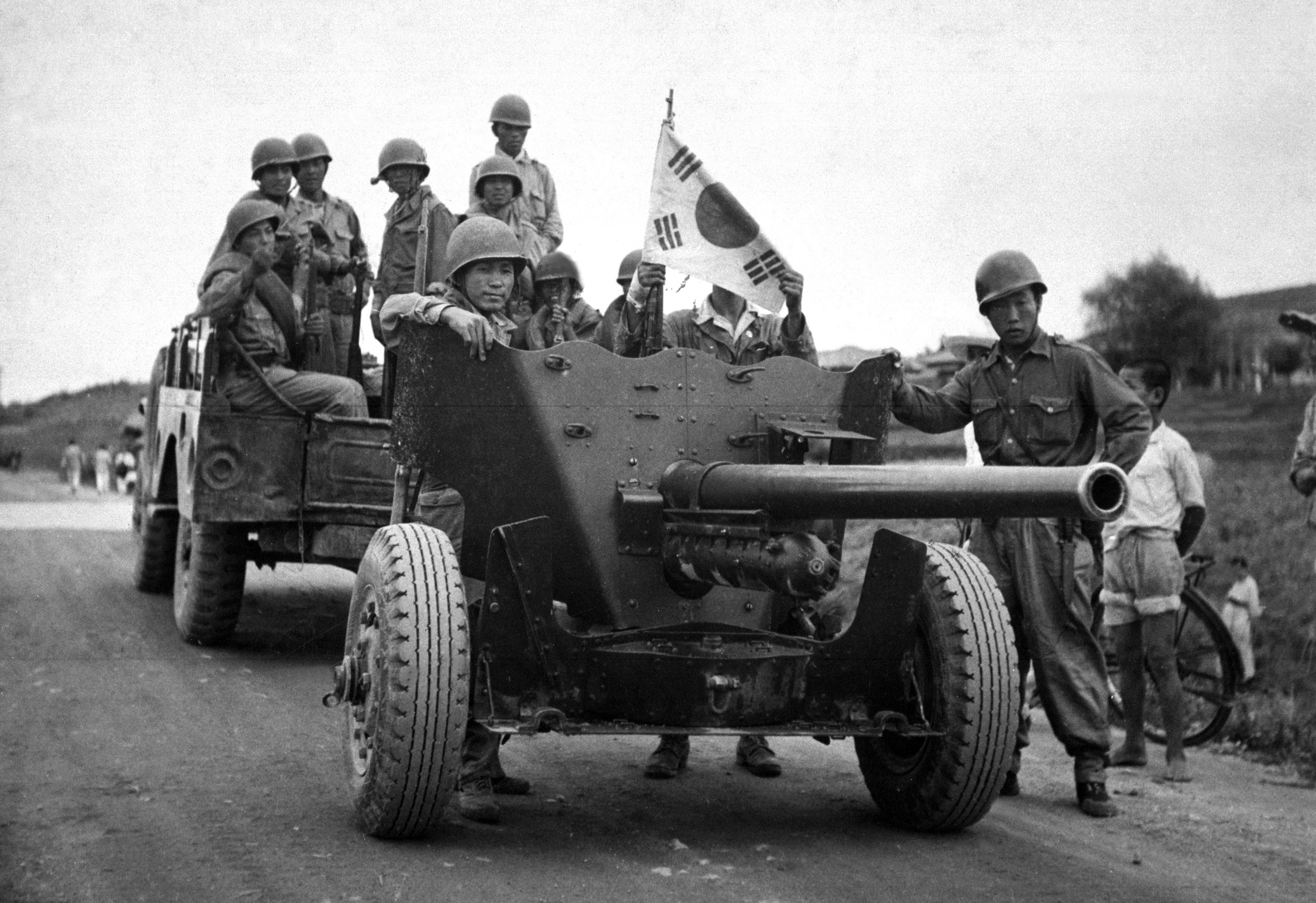
توپ ۵۷ میلیمتری کره جنوبی ضد تانک. عکس در سال ۱۹۵۰
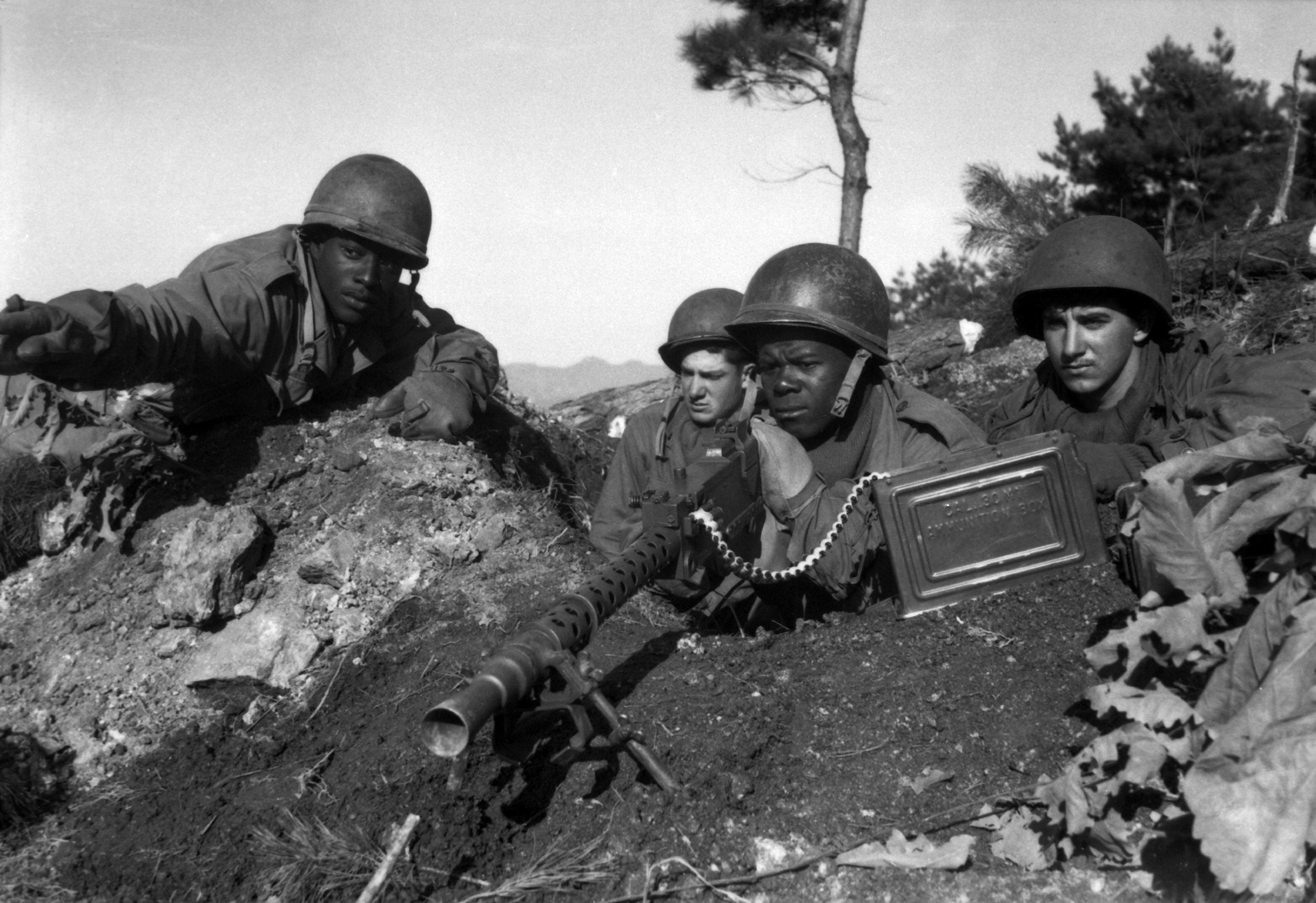
سرباز آمریکایی پشت یک ام۱۹۱۹ برونینگ
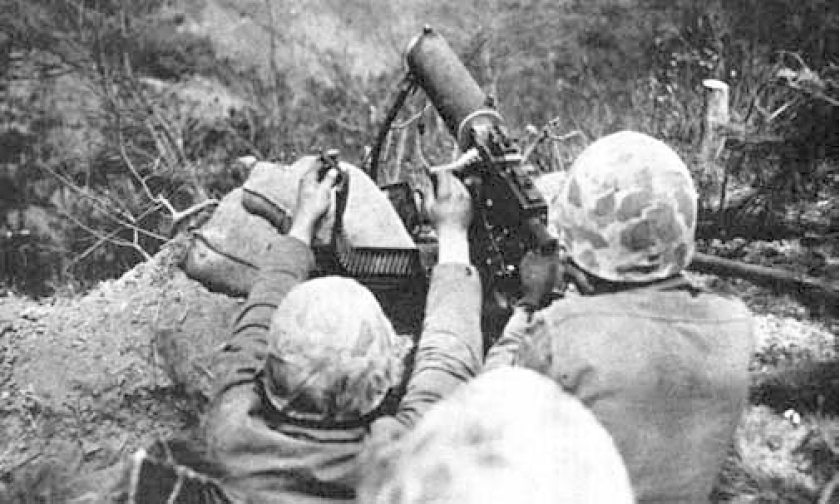
تفنگداران دریایی با یک برونینگ ام۱۹۱۷
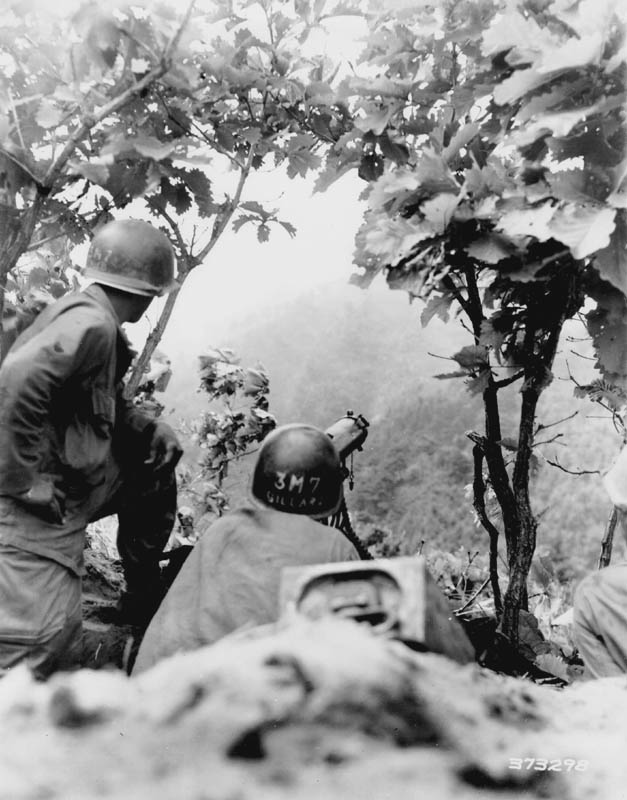
کمین جنگلی آمریکا با یک برونینگ ام۱۹۱۷
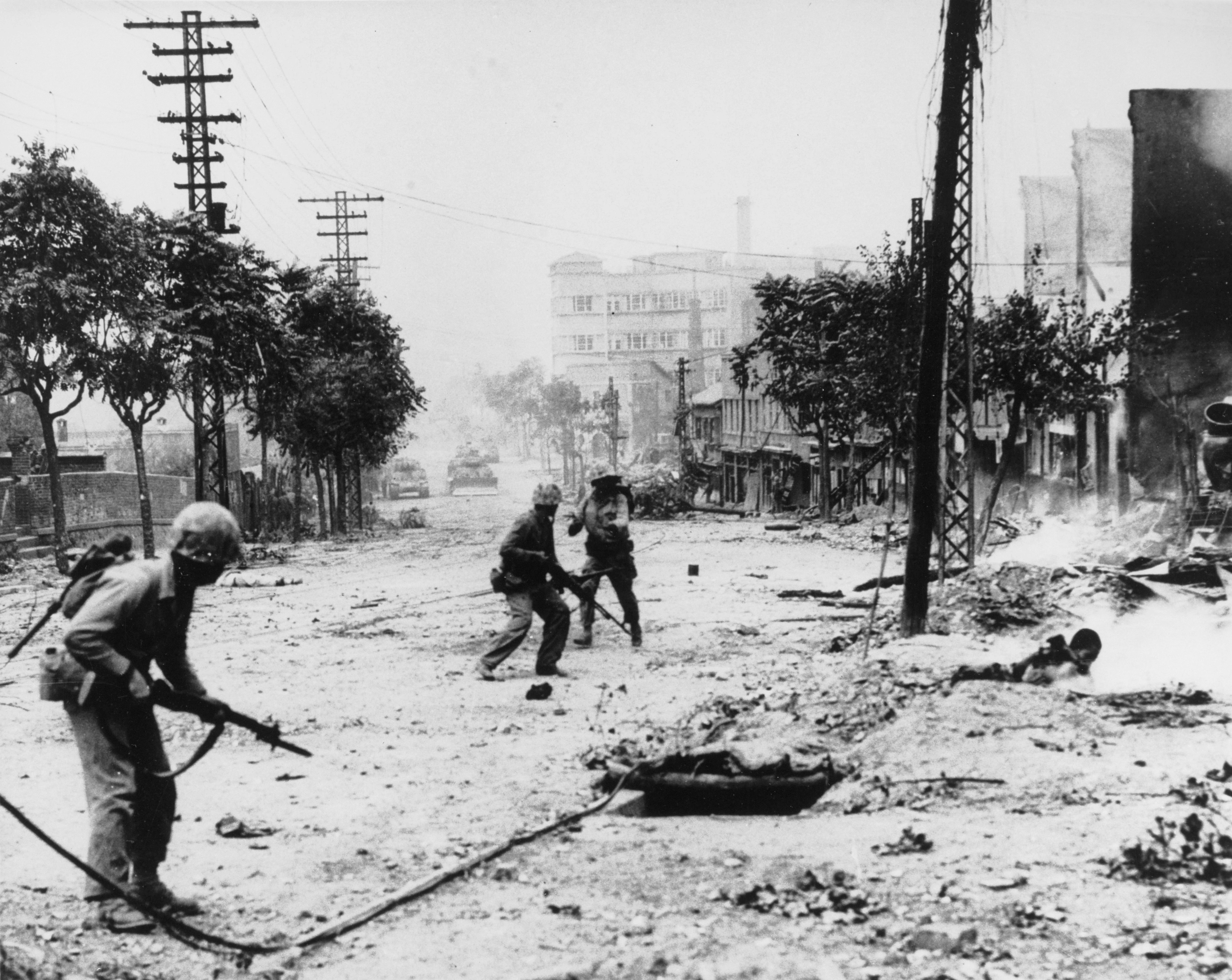
نبرد نزدیک نیروهای آمریکایی با نیروهای کره شمالی در خیابان‌های سئول
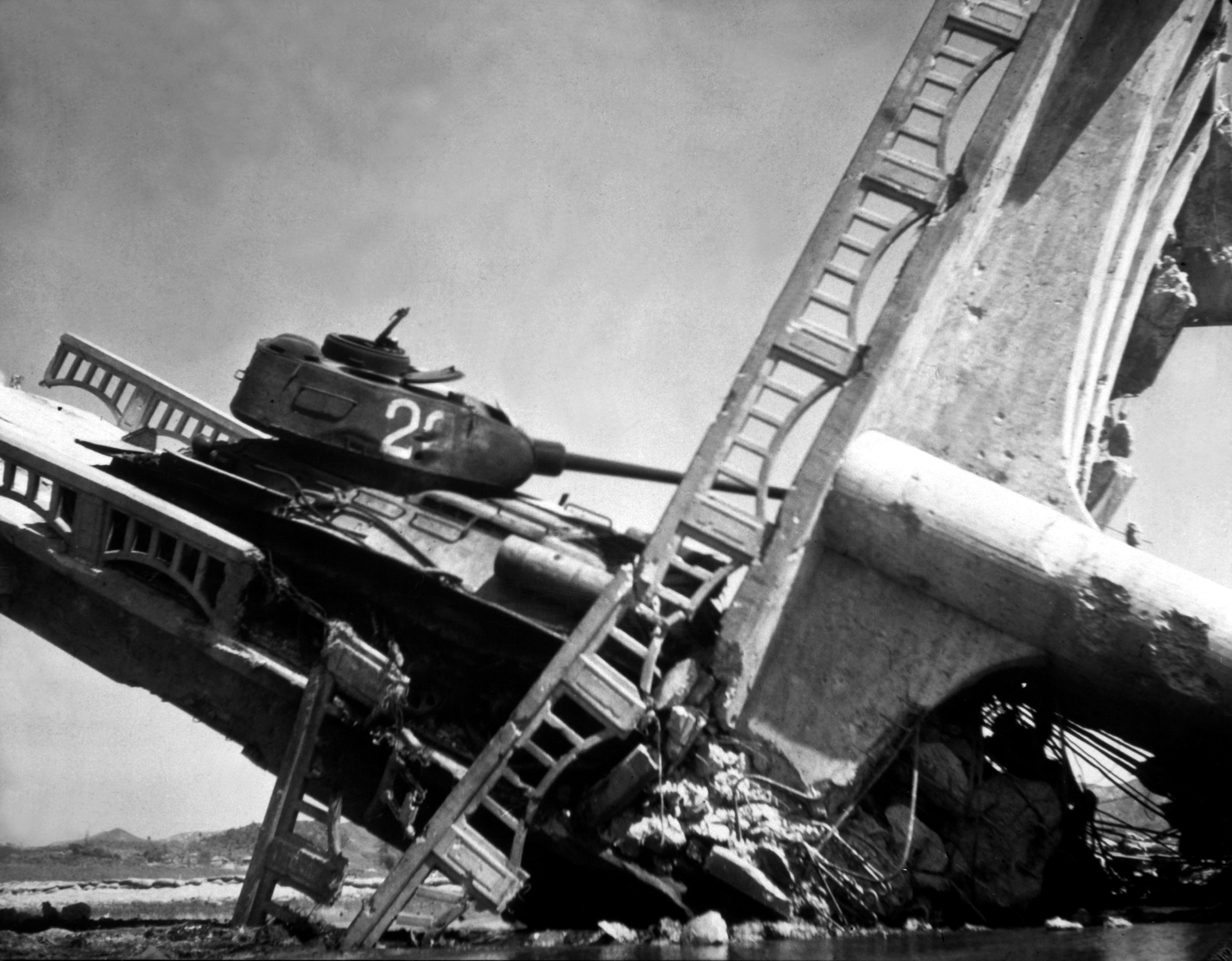
ویرانه‌های یک پُل و تانک تی-۳۴ کرهٔ شمالی
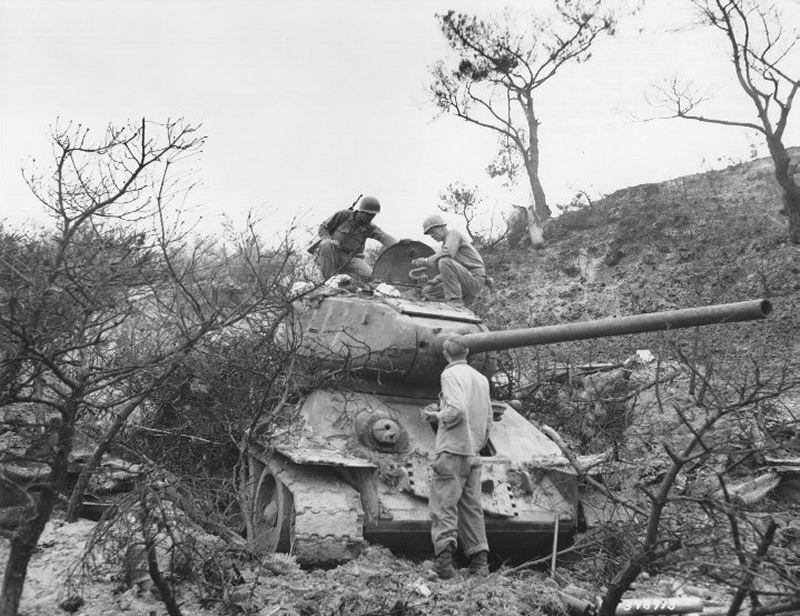
سربازان آمریکایی تانک تی-۳۴ را به غنیمت گرفته‌اند.
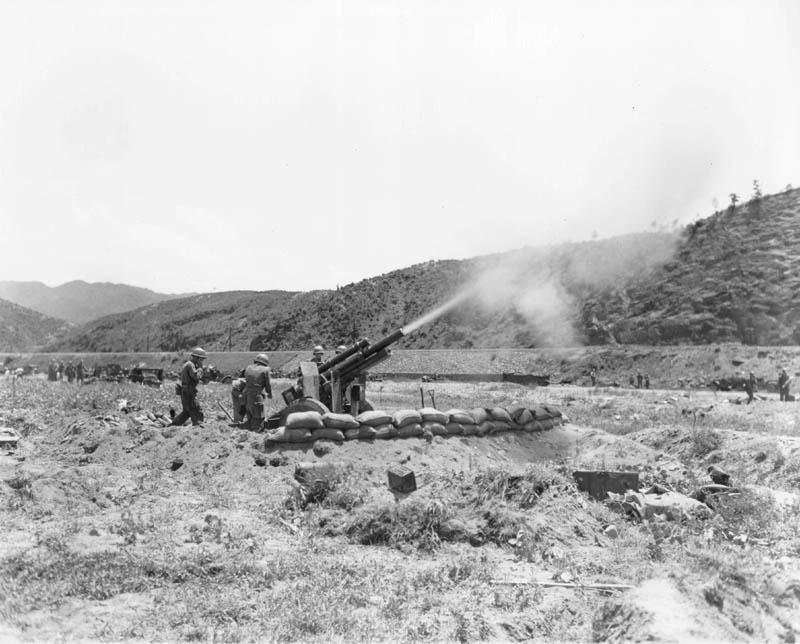
هویتزر ام-۱۰۱ توپ ۱۰۵ میلیمتری آمریکا
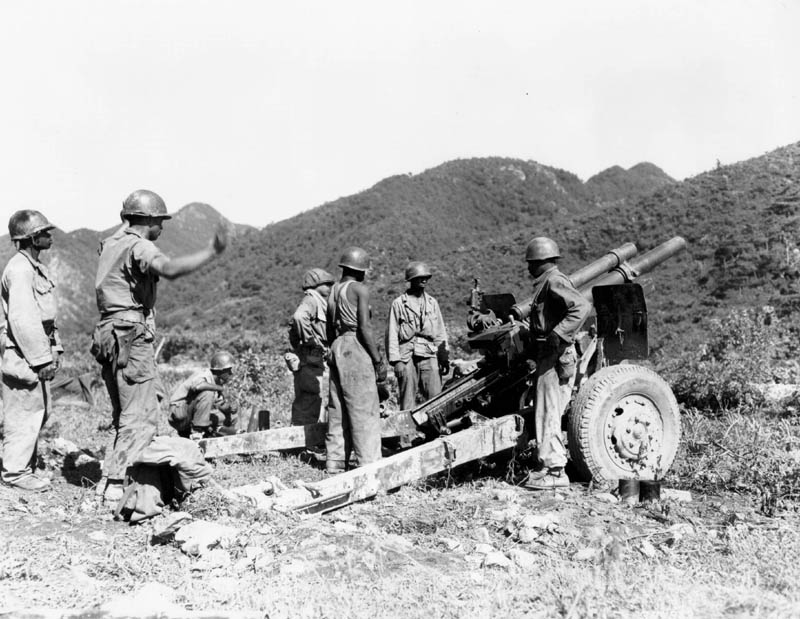
هویتزر ام-۱۰۱
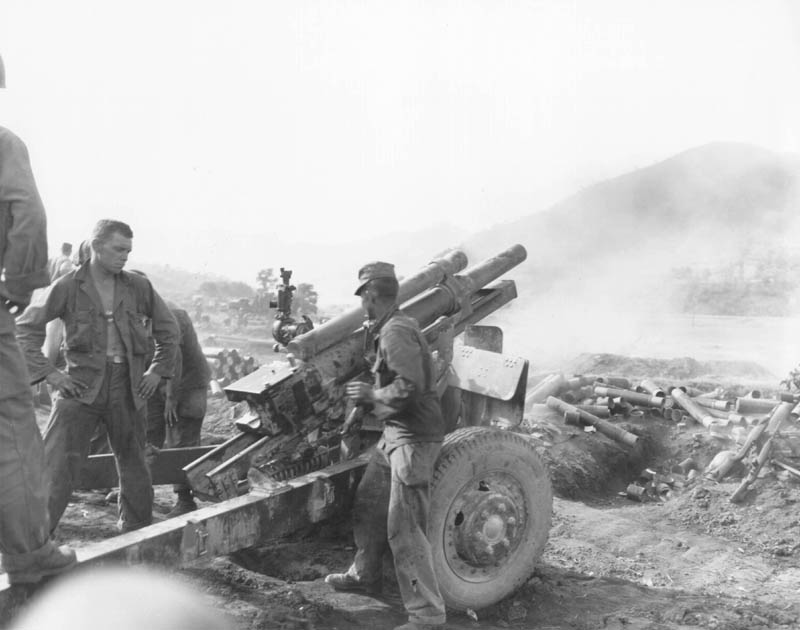
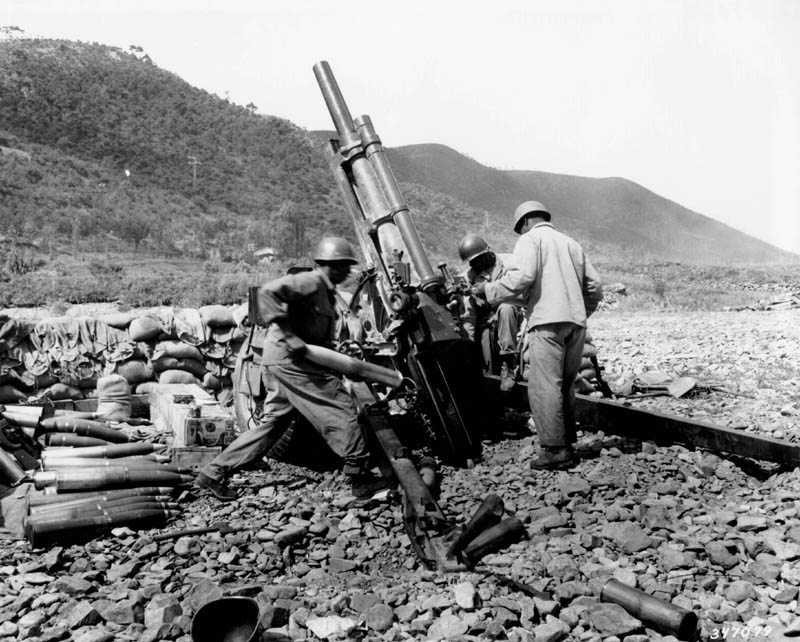
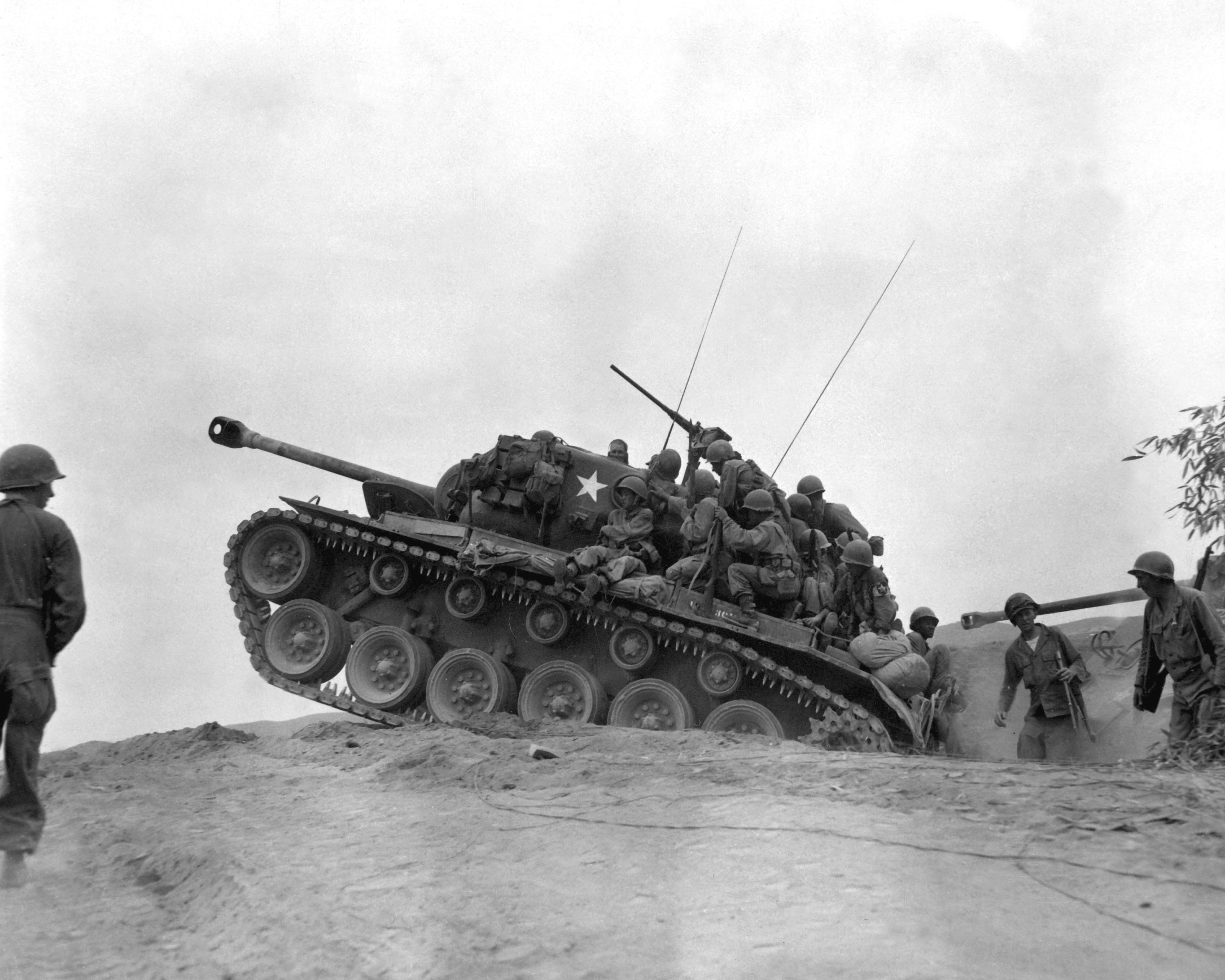
تانک ام-۲۶ پرشینگ آمریکایی (M26 Pershing)
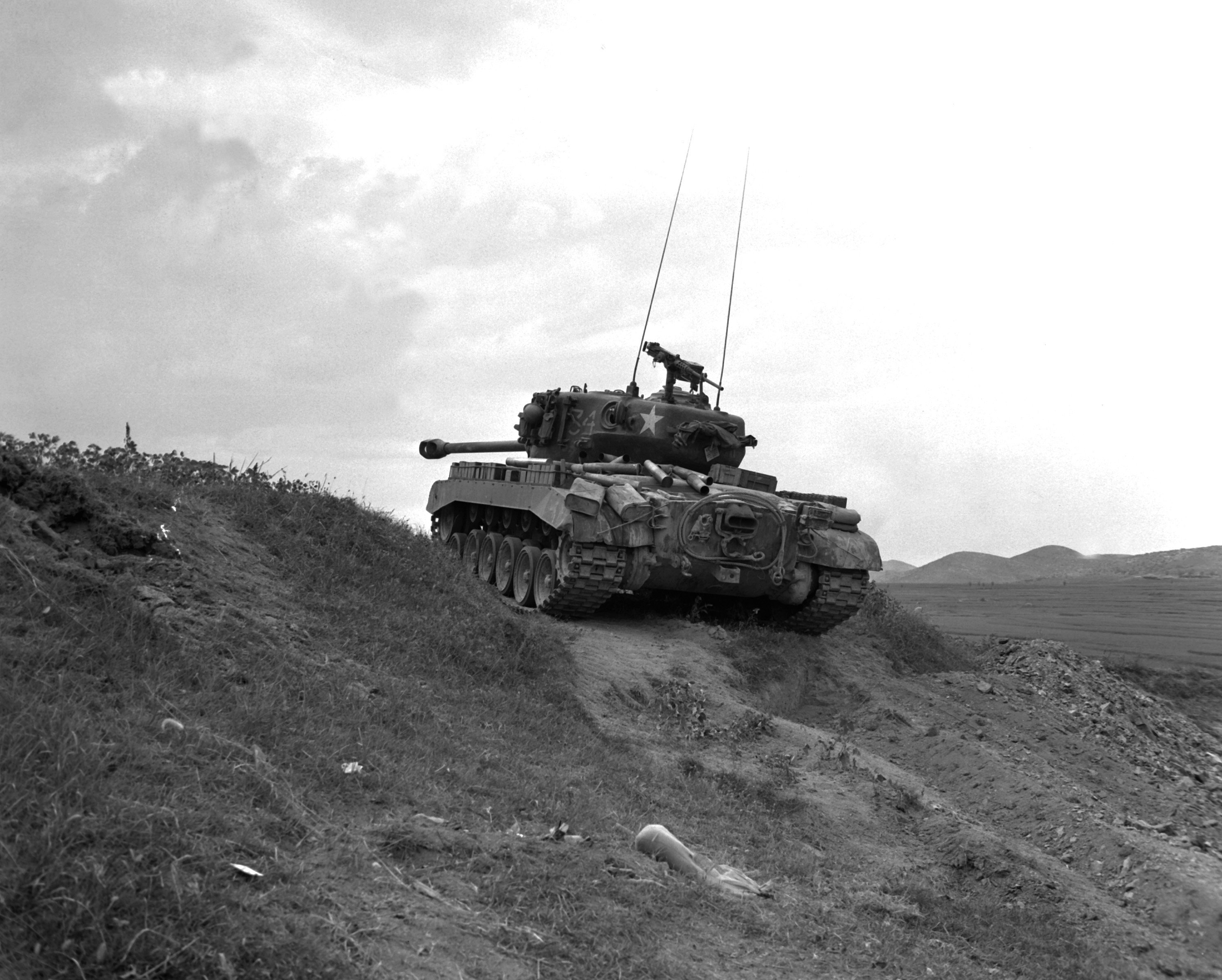
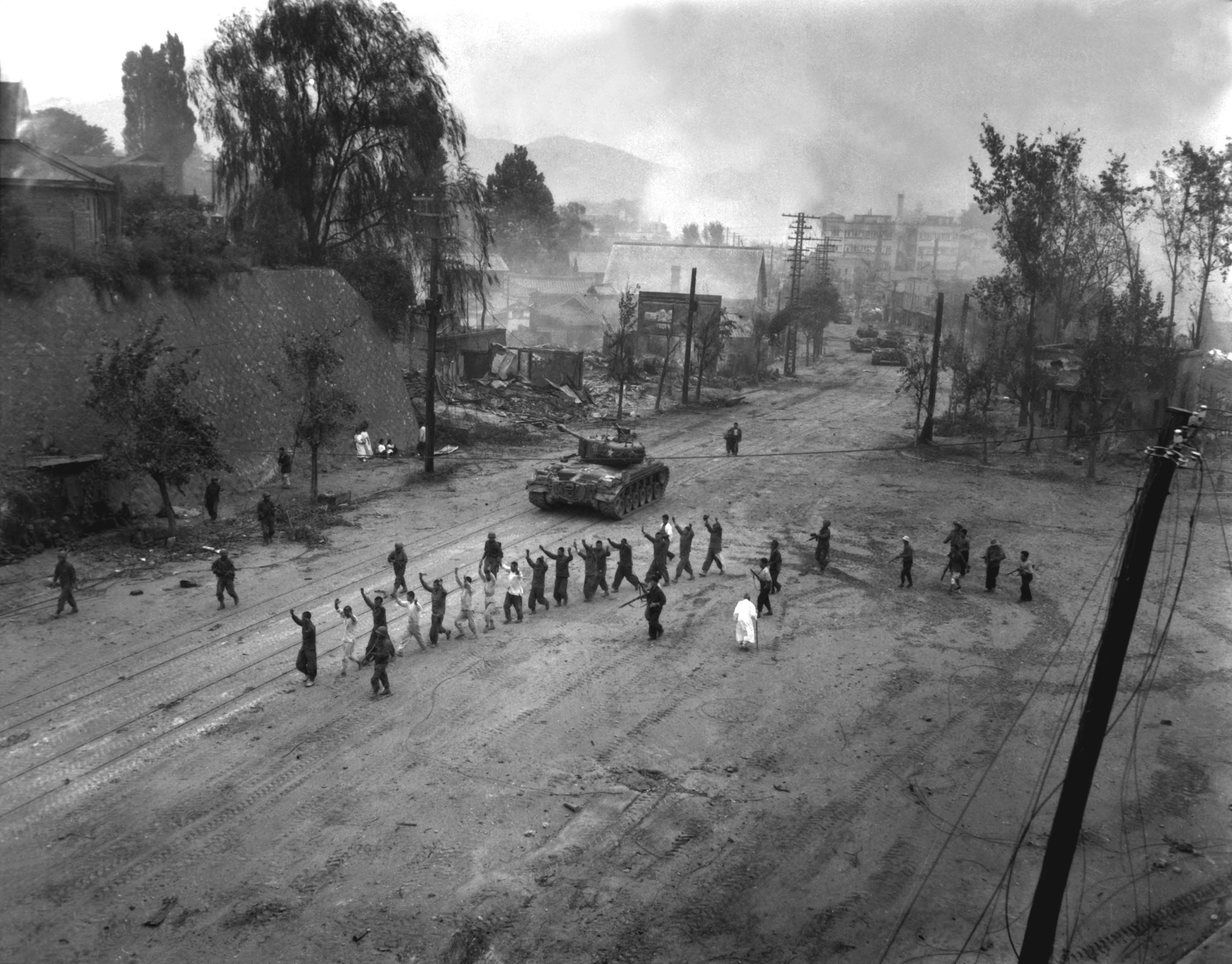
تانک ام-۲۶ آمریکا درحال اسکورت سربازان اسیر کره شمالی
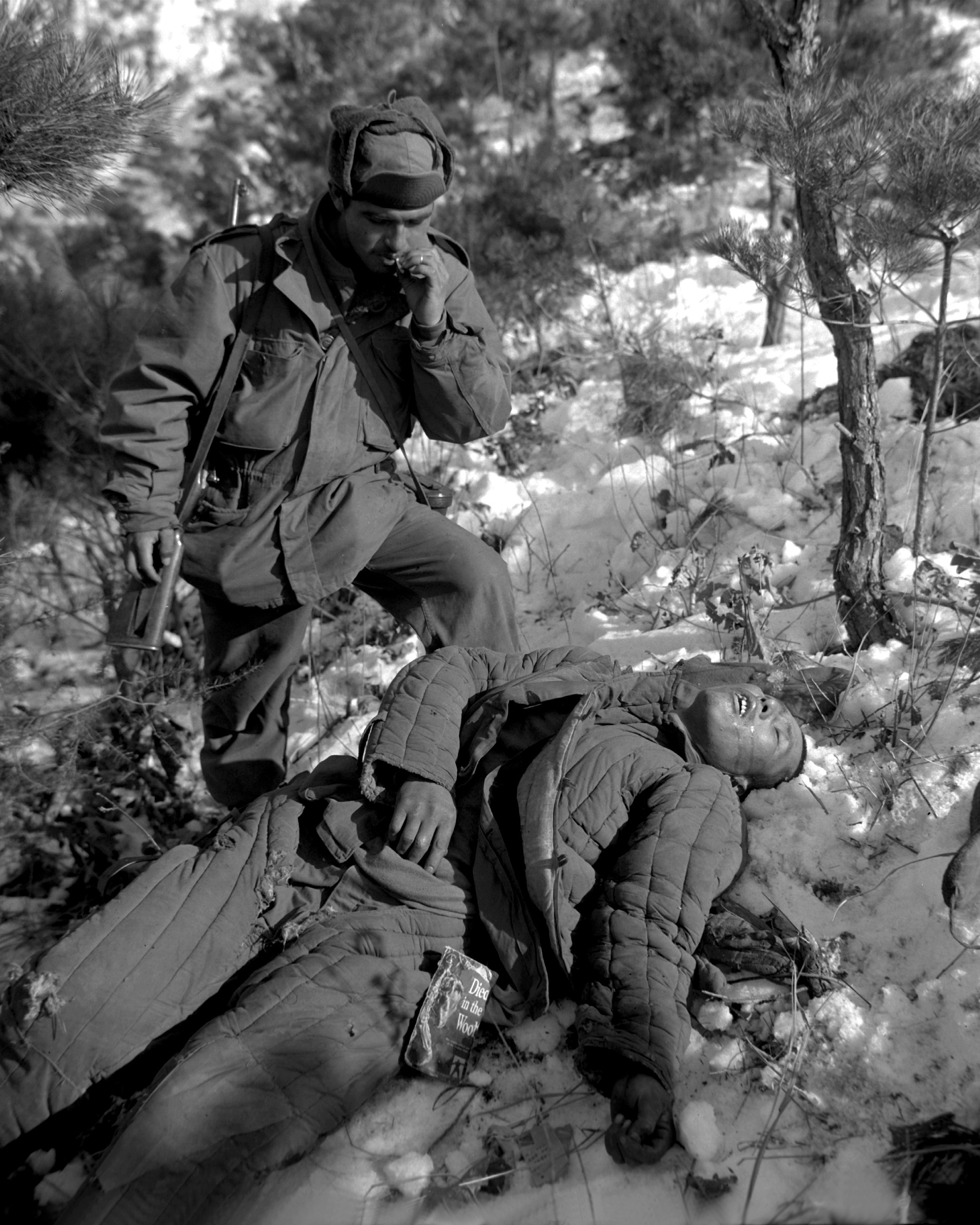
گروهبان مایک چالوگا در کنار جسد یک کمونیست چینی که جزء نیروهای کمکی کرهٔ شمالی بوده‌است.
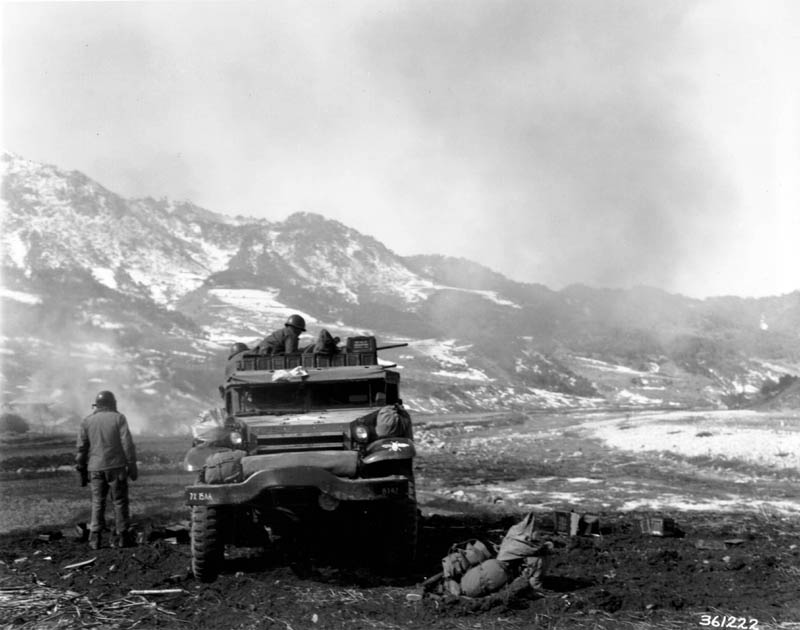
نیروهای آمریکا با خودروی M16 Multiple در خط مقدم نیروهای چینی
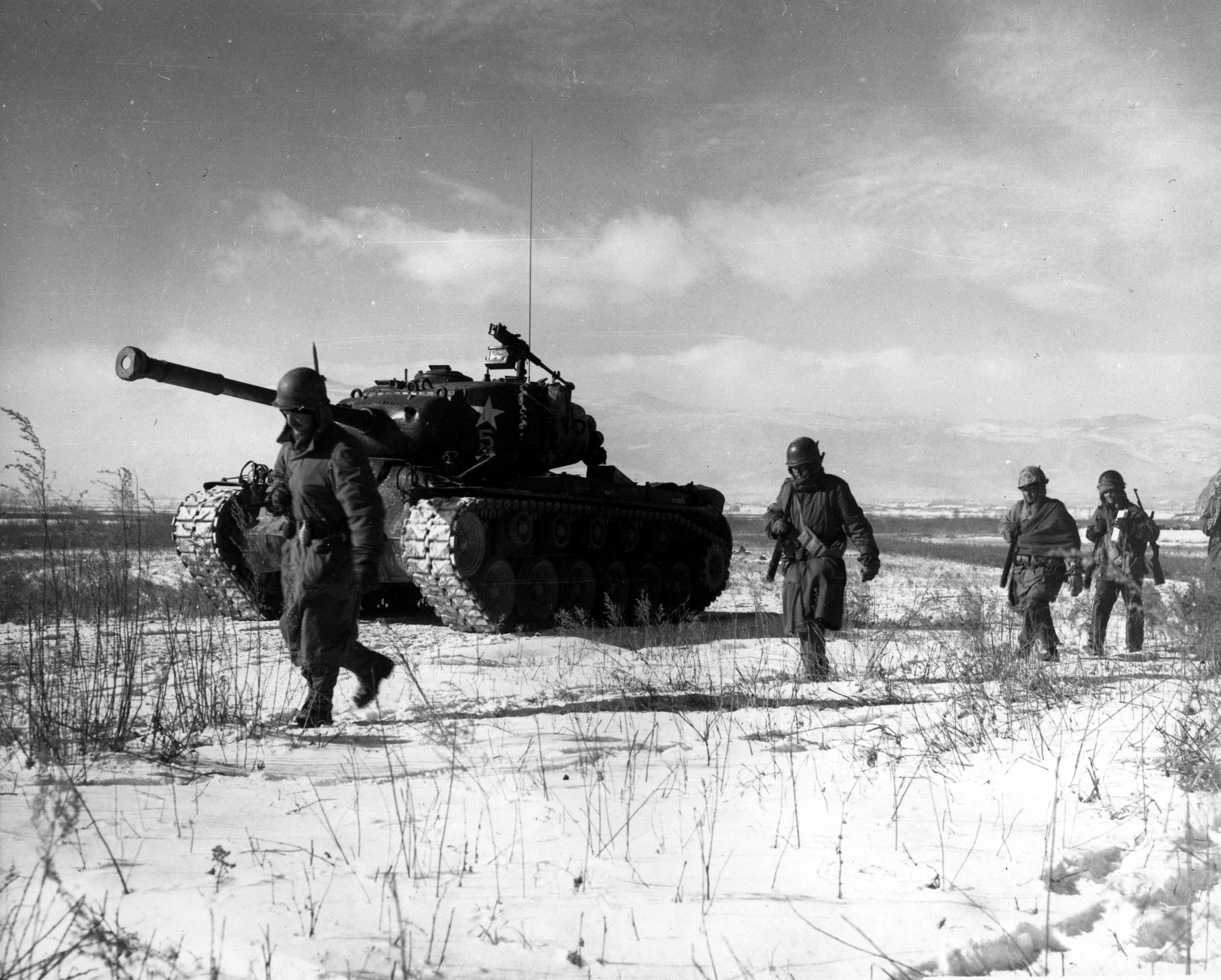
به سوی جبهه چینی
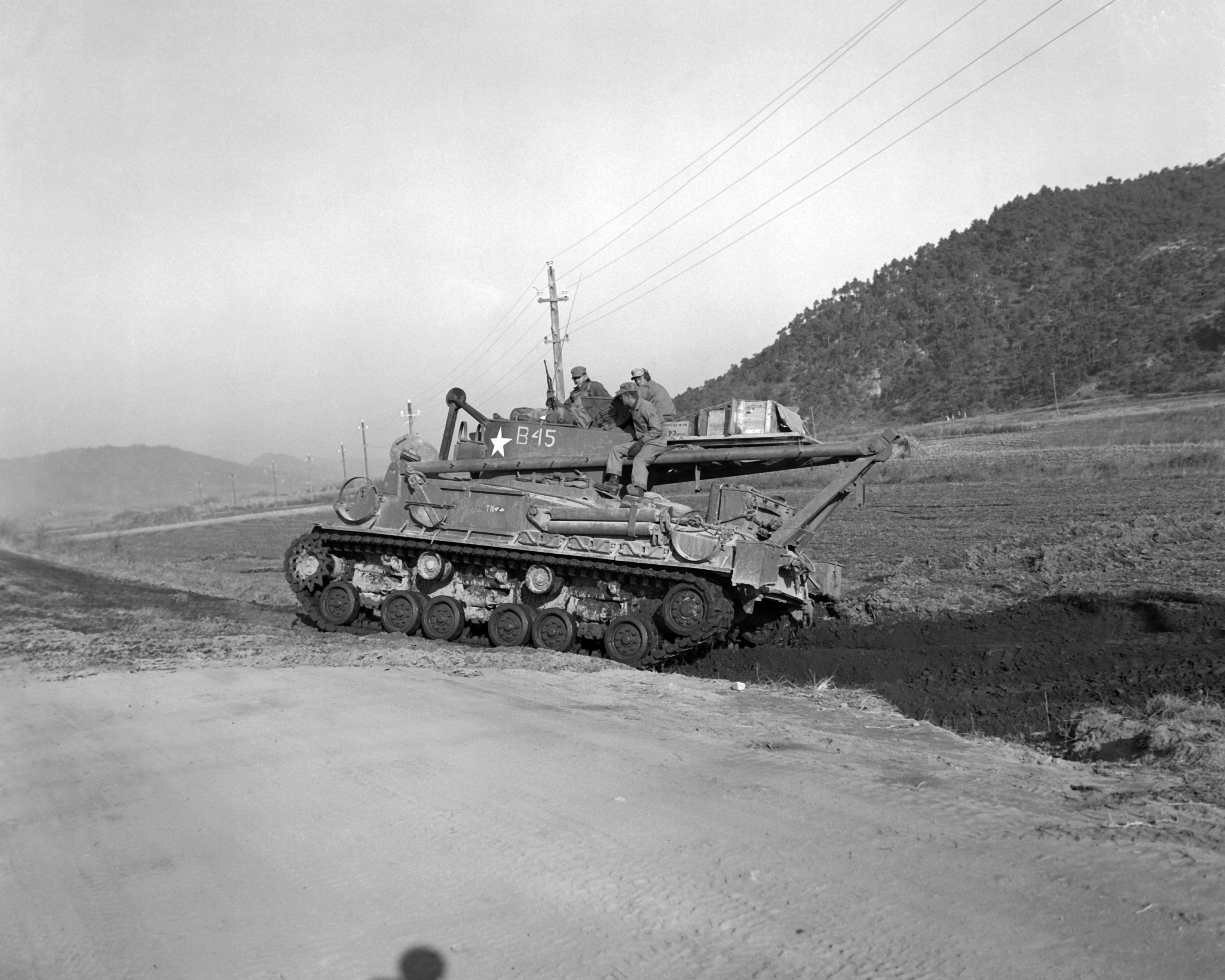
یک تانک M32 ARV از گروهان زرهی
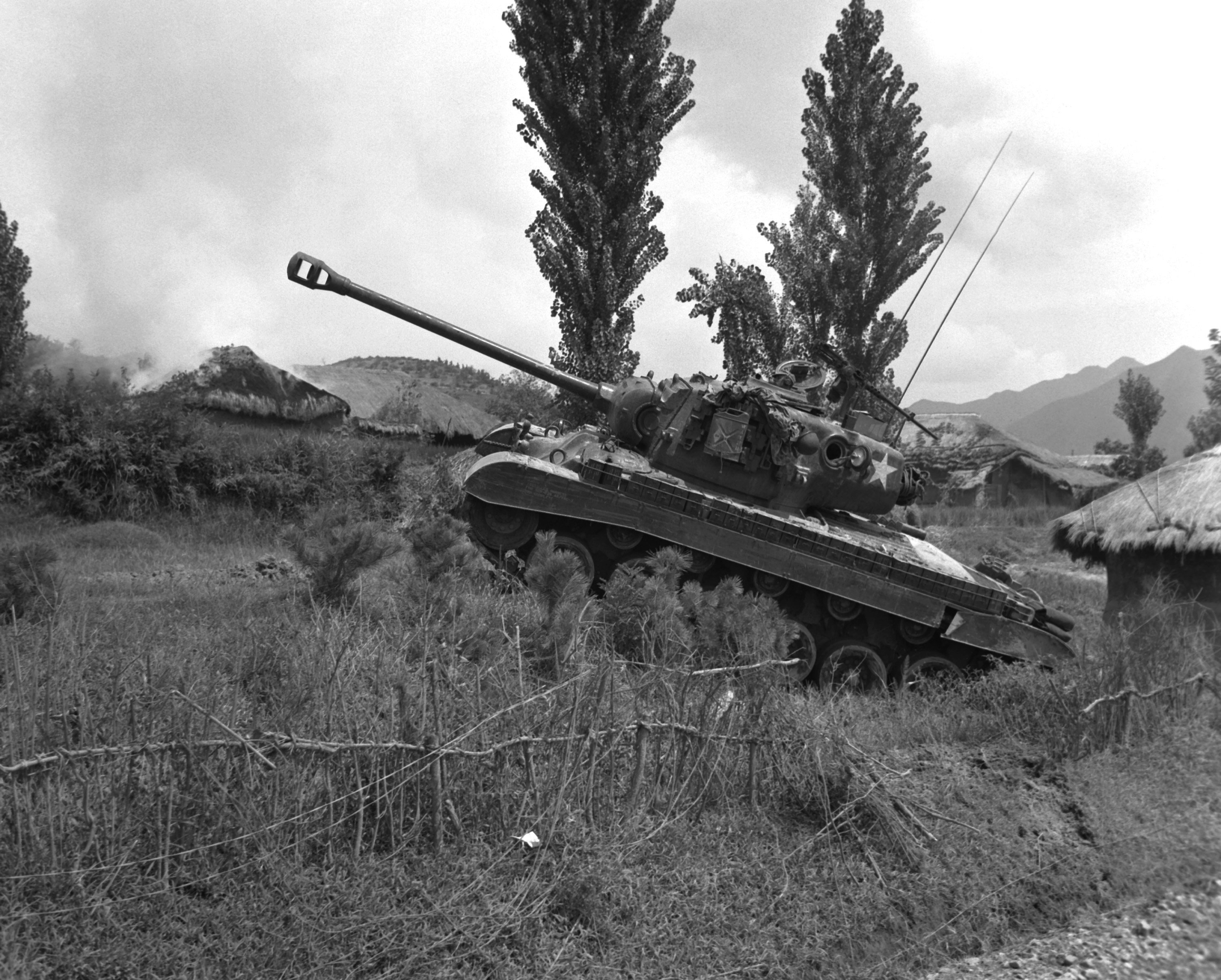
M26-Pershing
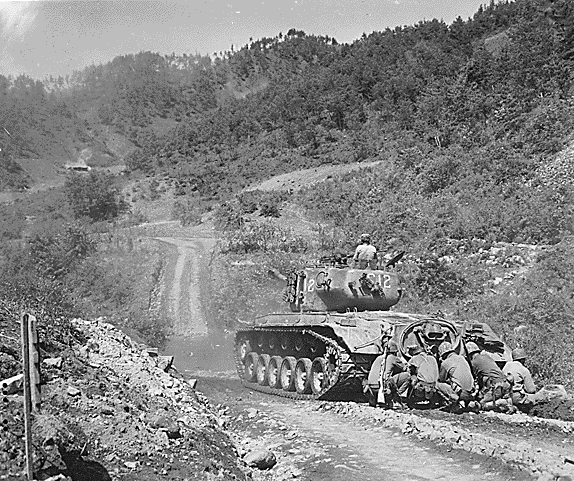
سنگر گرفتن نیروهای آمریکایی پشت تانک
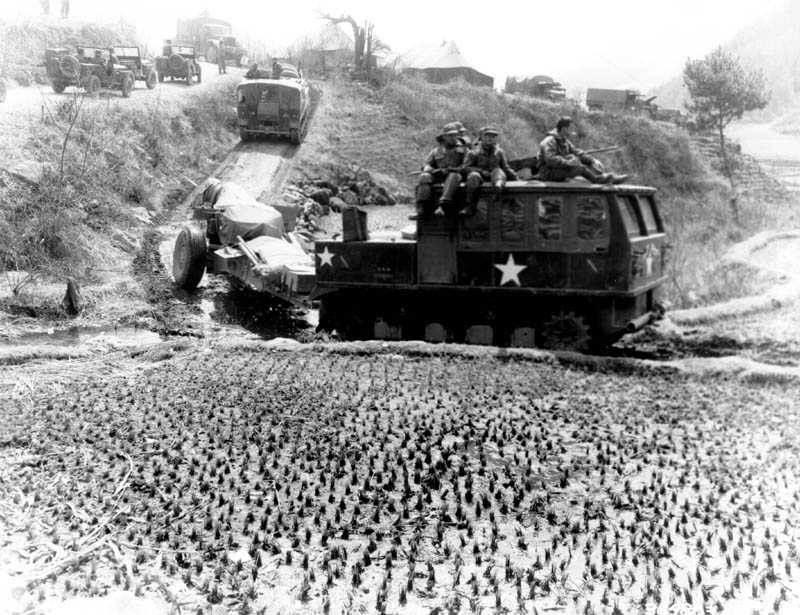
تراکتور  توپ‌کش آمریکایی
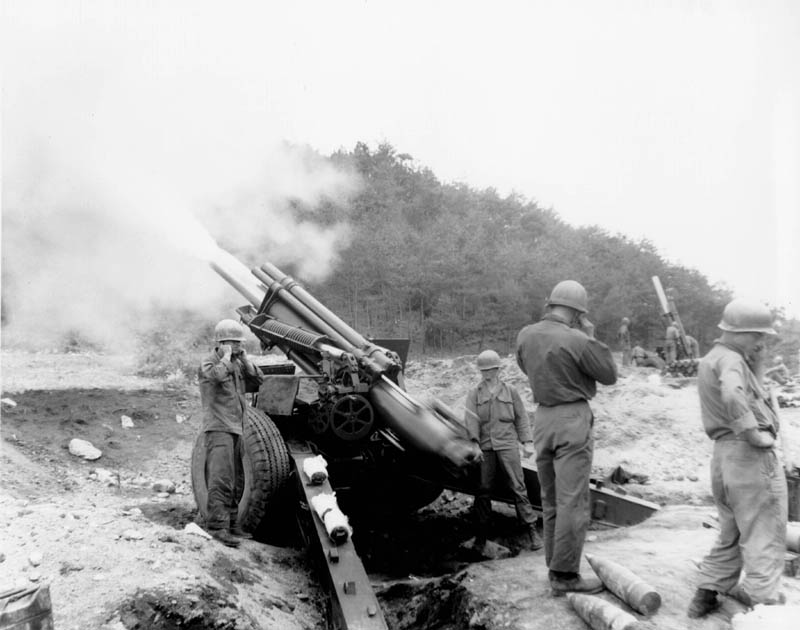
هویتزر ۱۵۵ میلیمتری آمریکا
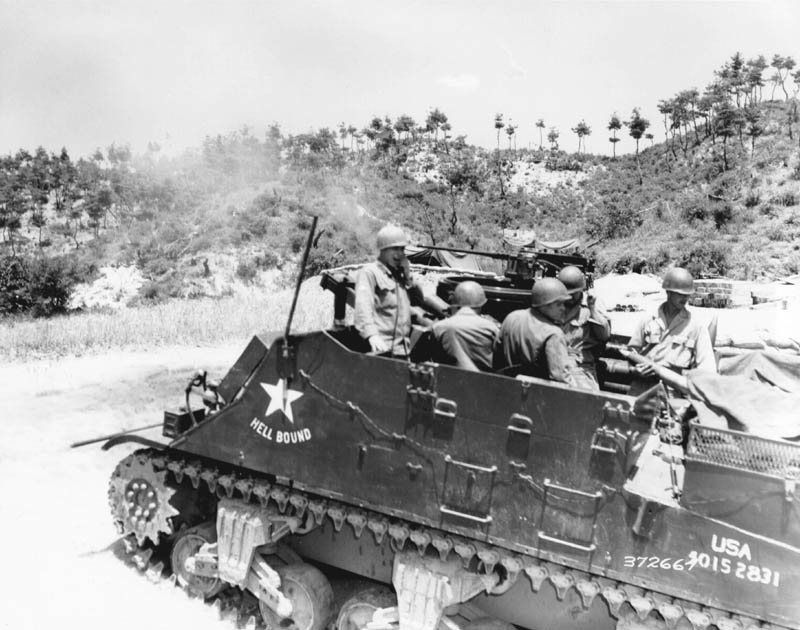
نفربر ام-۷ پریست (M7-priest)
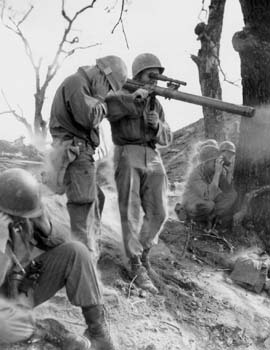
شلیک توپ بدون لگد M18A1
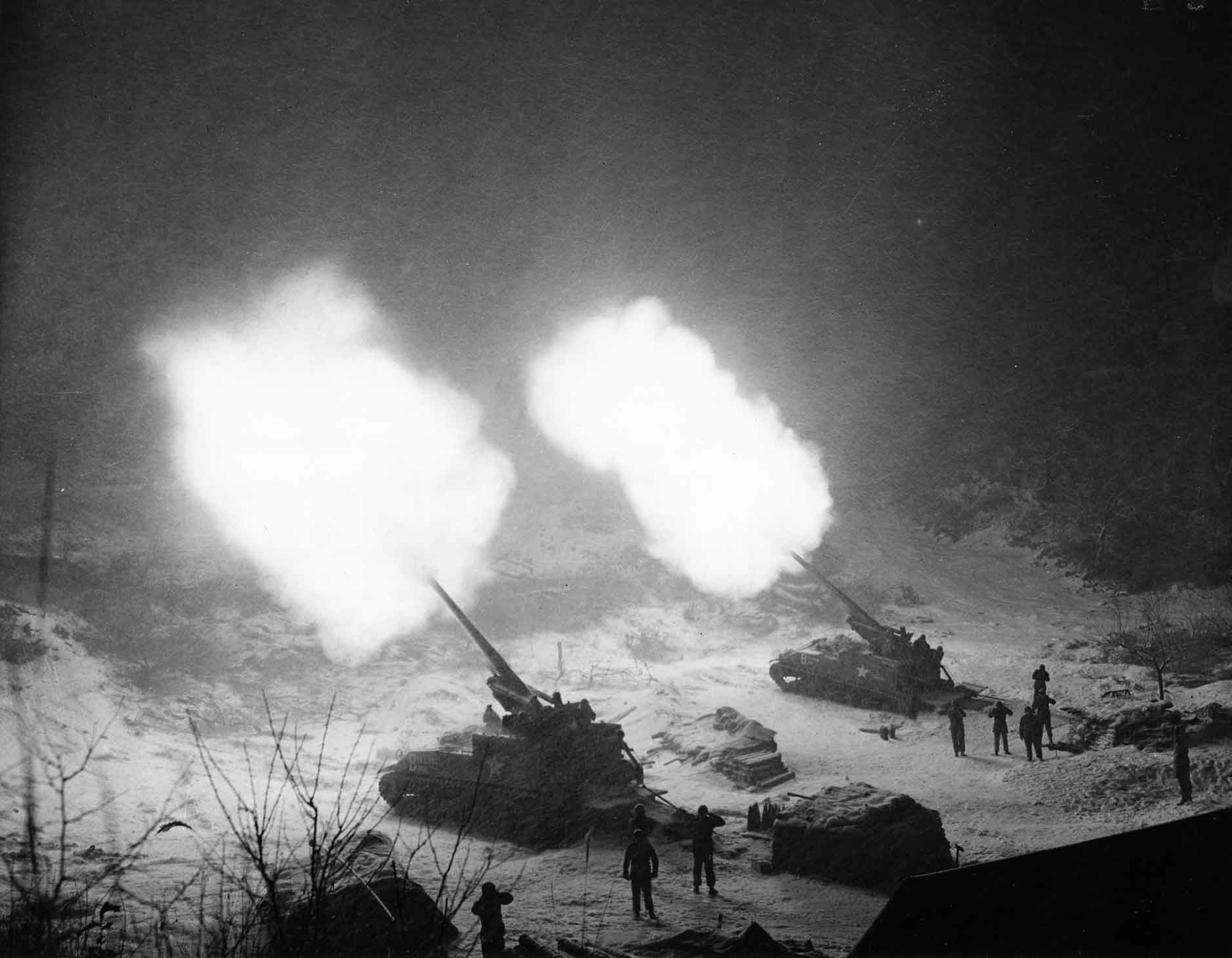
یک جفت هویتزر ۱۵۵ میلیمتری از لشکر پیاده‌نظام آمریکا
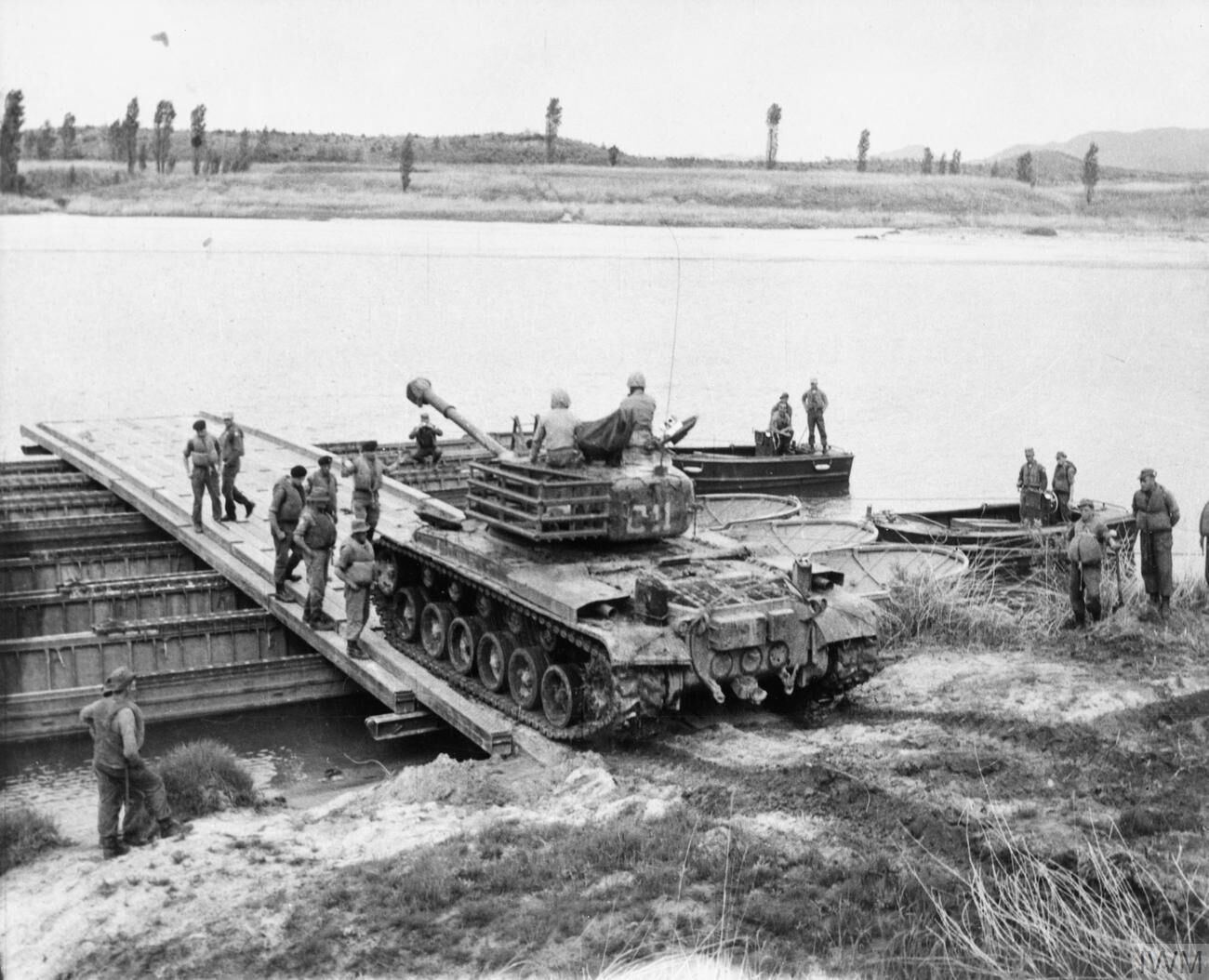
تانک ام-۴۶ آمریکا درحال گذر از پل دست‌ساز
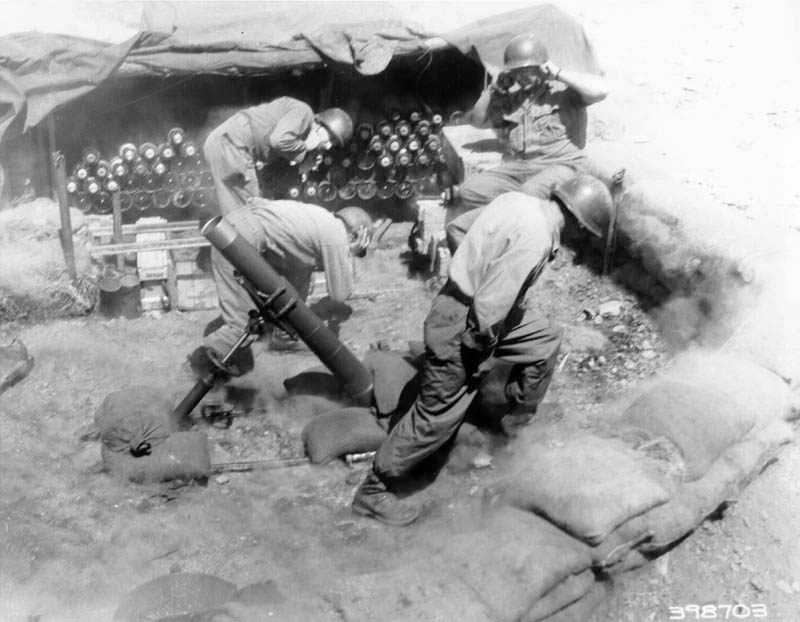
خمپاره‌اندازان آمریکایی
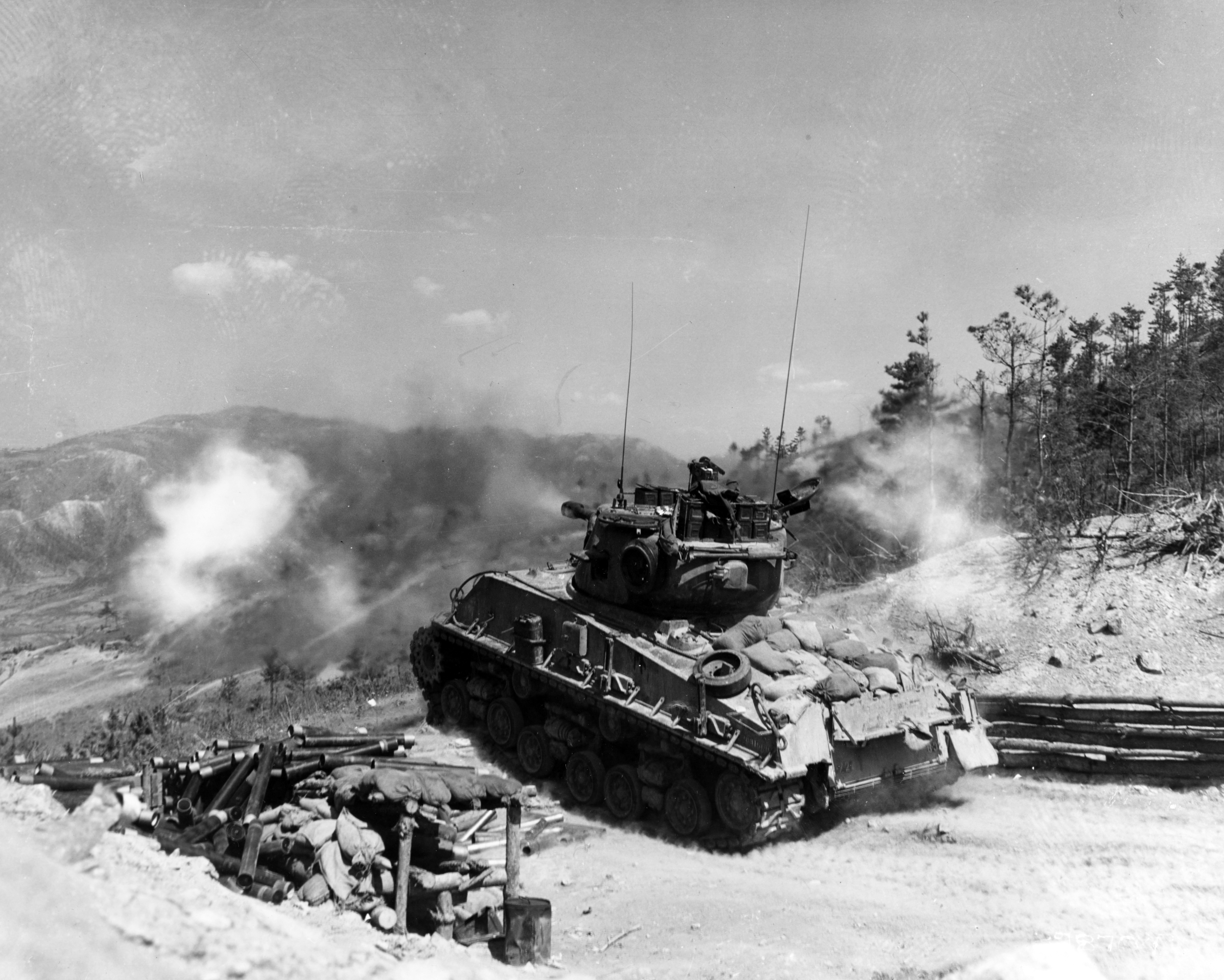
تانک ام۴ شرمن
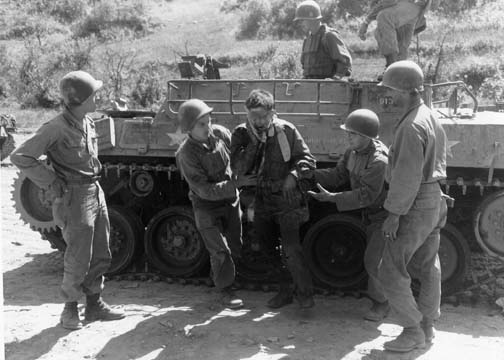
سرباز زخمی در کنار ام-۳۹
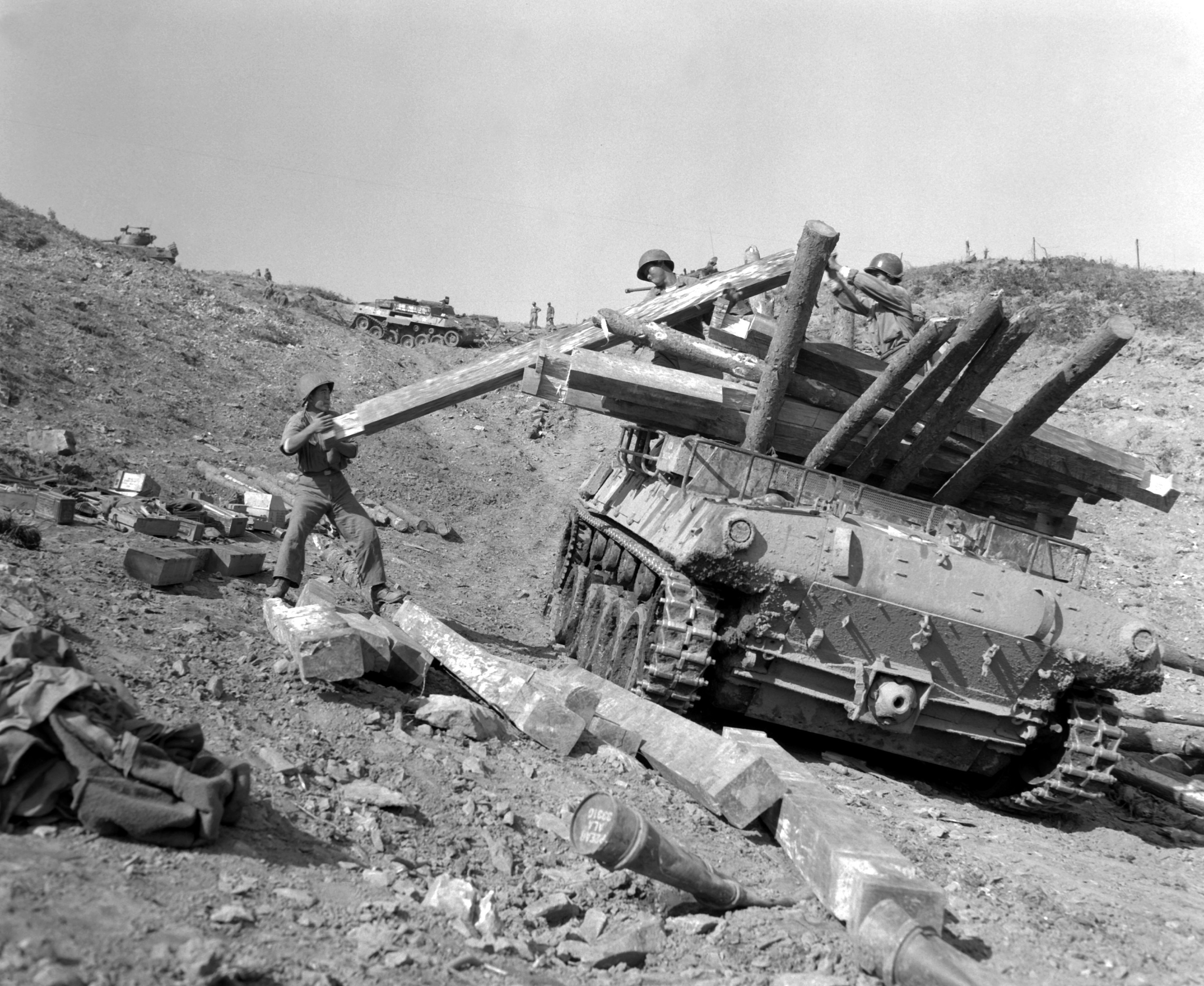
حمل چوب با خودروی باربری ام-۳۹ برای ساختن پایگاه
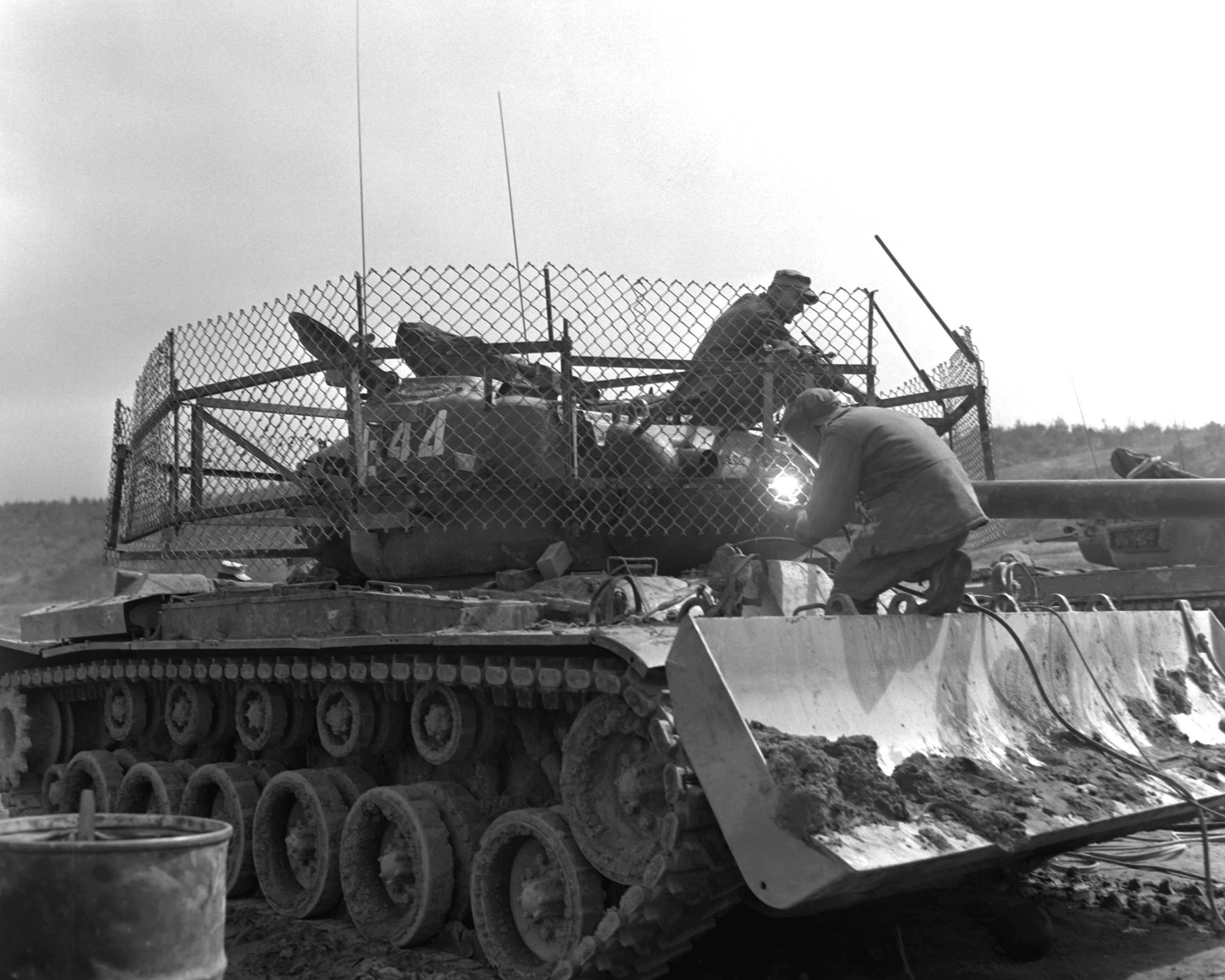
لودر ام-۴۶ زرهی
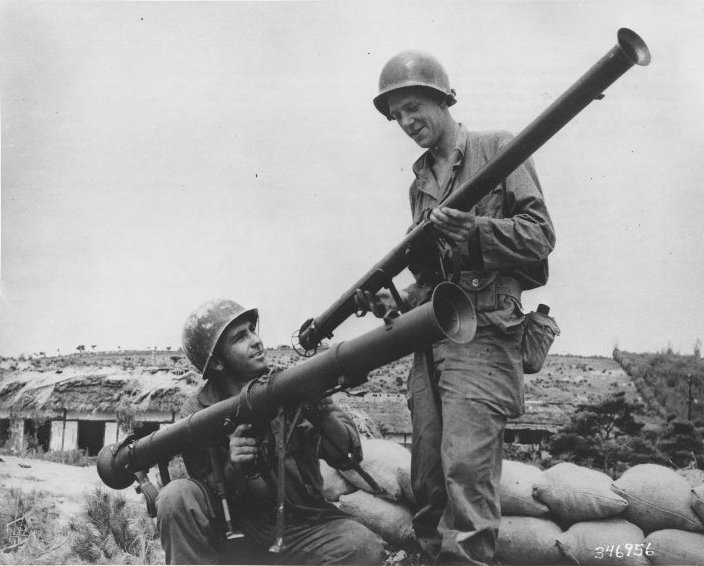
بازوکا
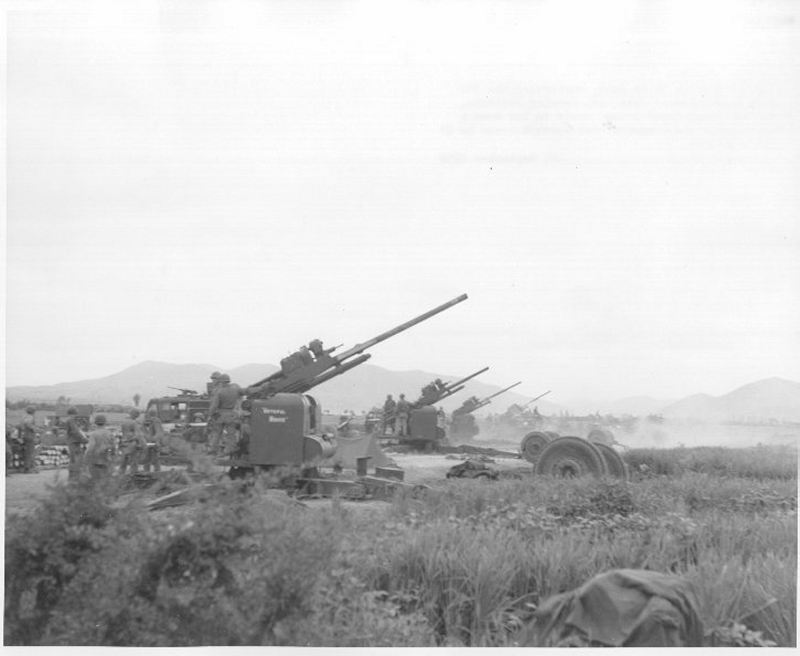
توپ ۹۰ میلیمتری
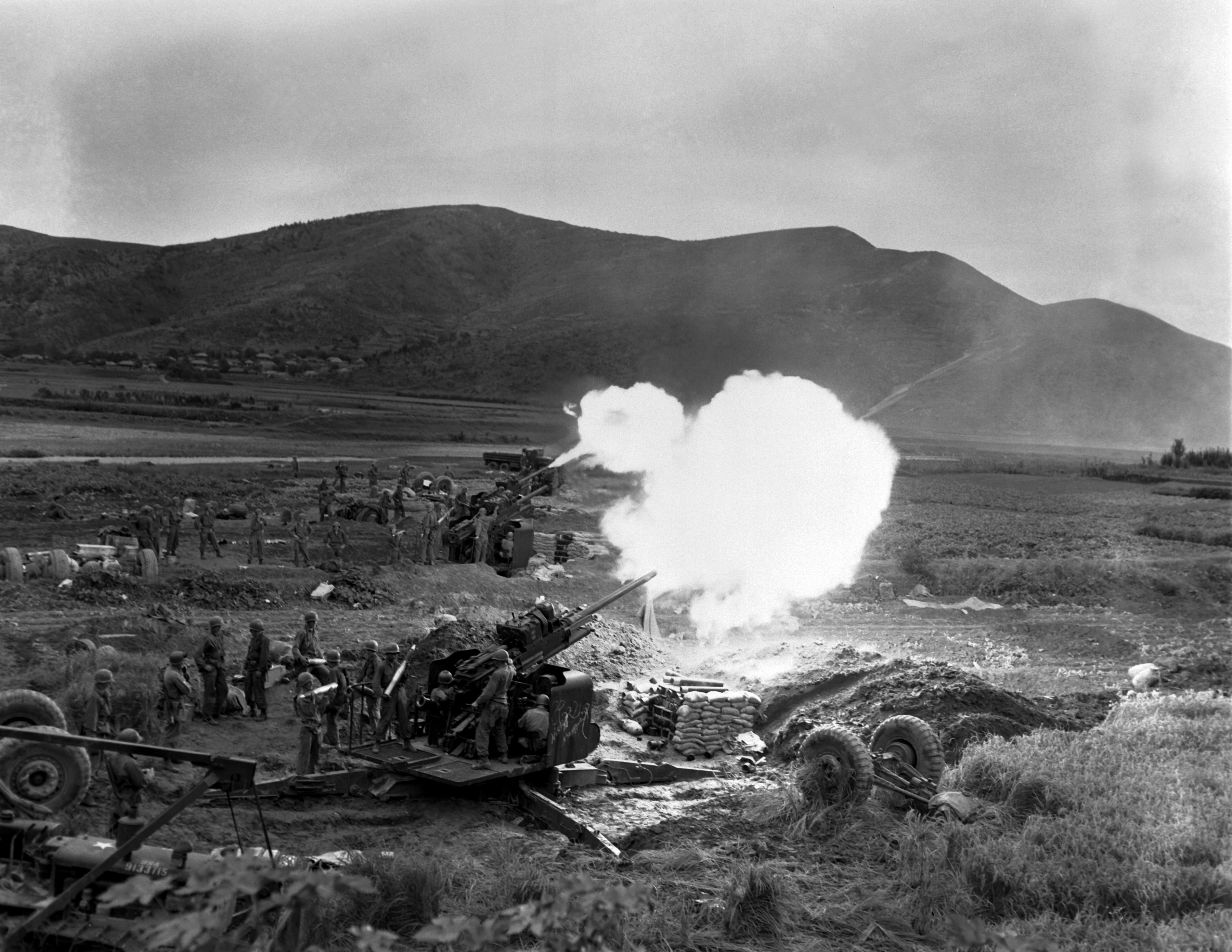
توپ ۹۰ میلیمتری
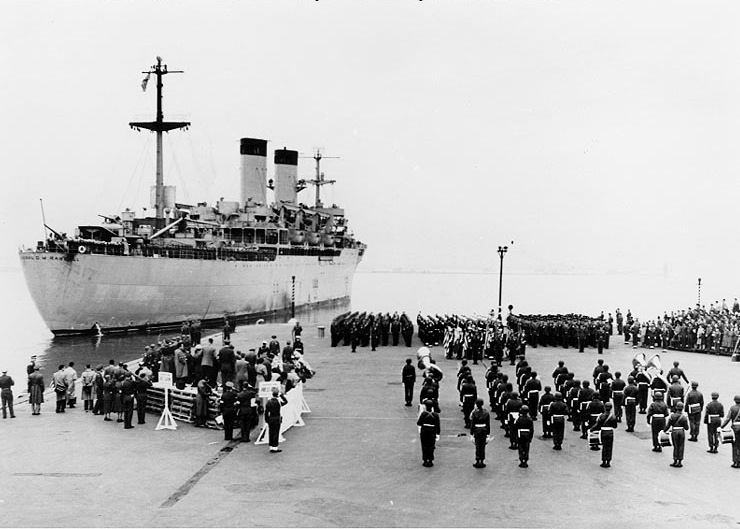
جسد نخستین کشته شدهٔ آمریکایی در جنگ کره از یوکوهاما ژاپن به آمریکا فرستاده می‌شود.

## نگارخانهٔ نبرد هوایی

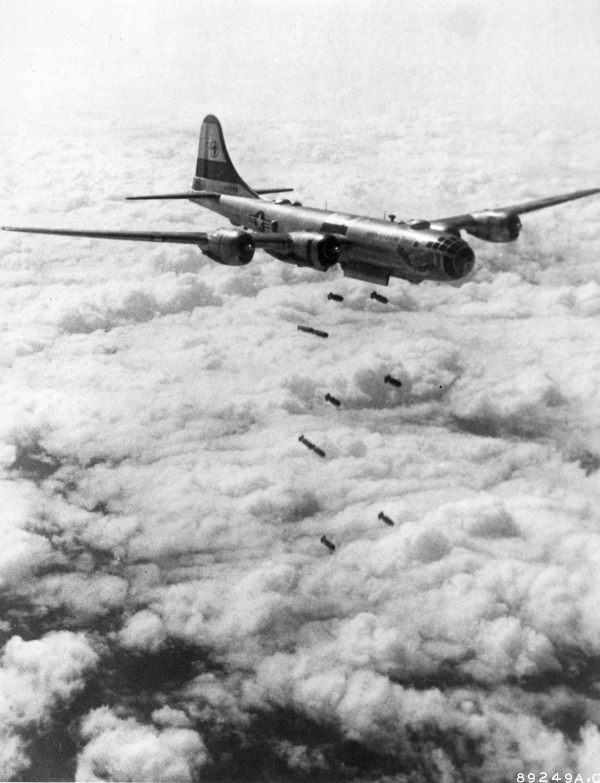
بمب افکن بی-۲۹ آمریکا درحال بمب‌افکنی
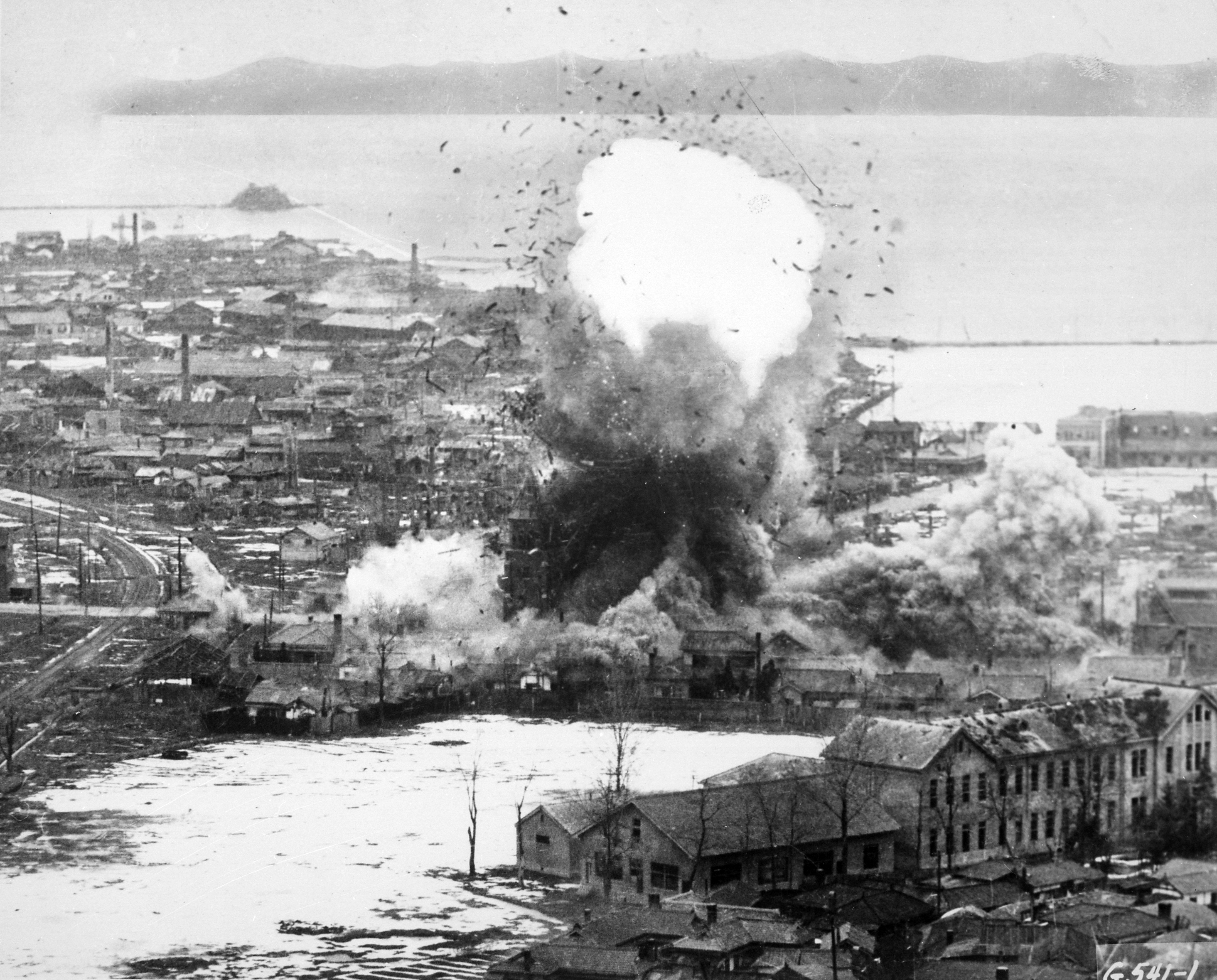
بمب فرود آمده در محدوده کره شمالی
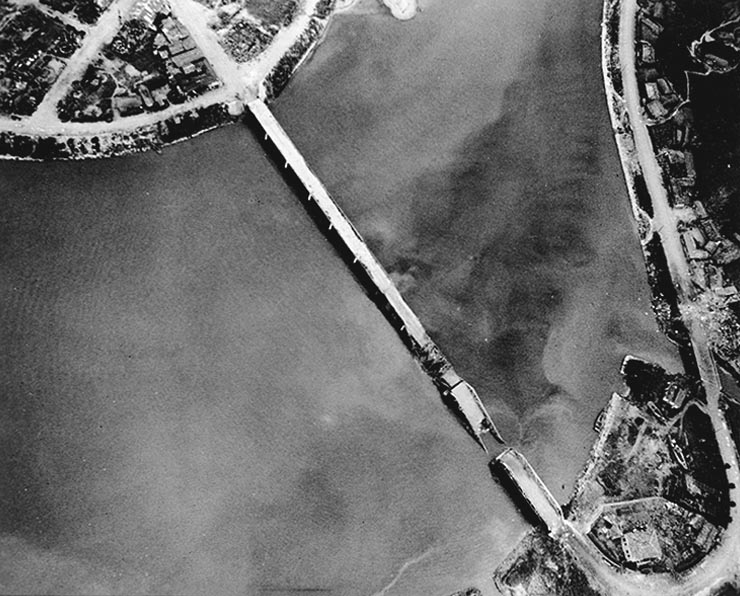
پُلی که کره شمالی از آن استفاده می‌کرد نابود شده‌است.
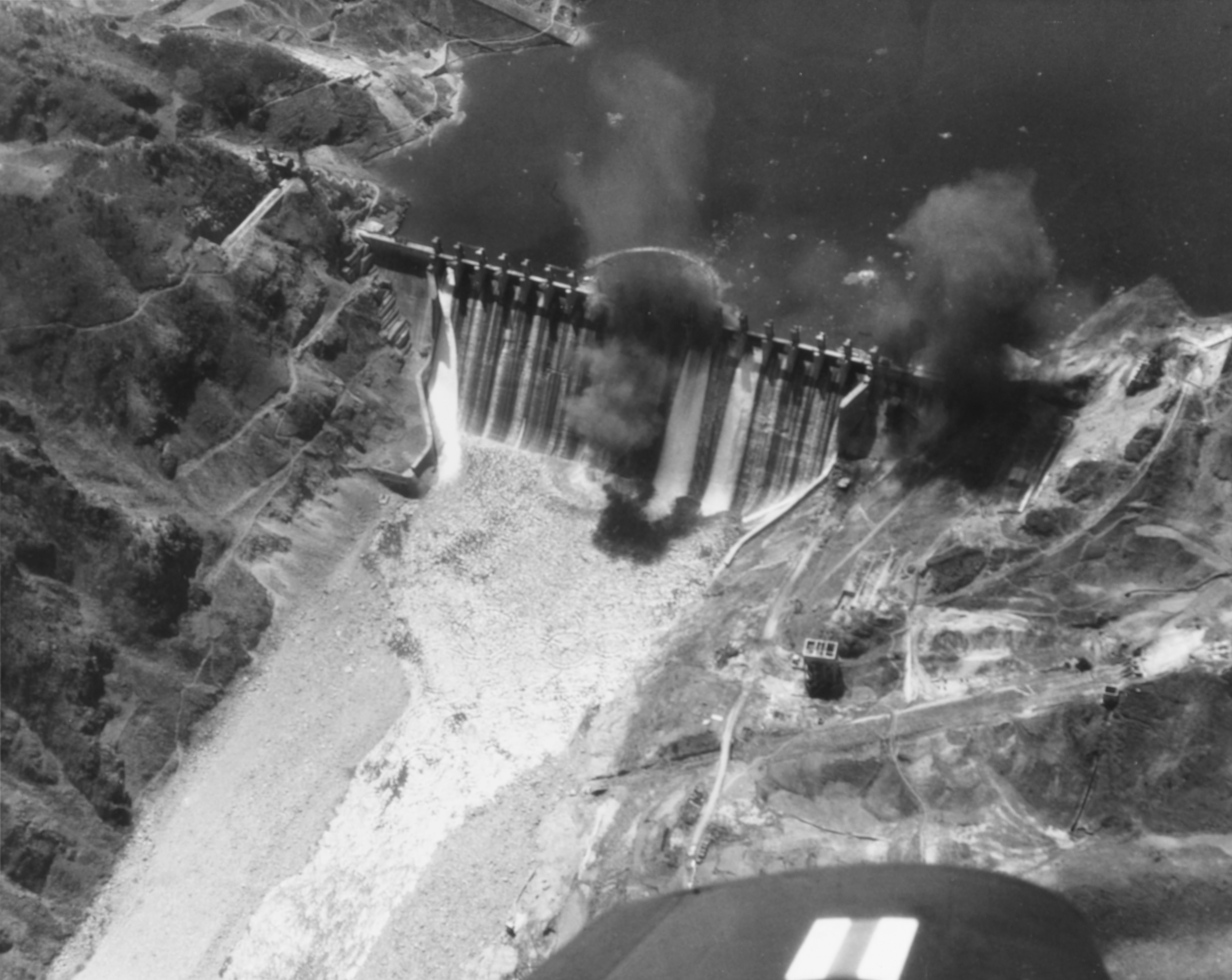
بمباران سد در محدودهٔ کمونیستهای کره شمالی
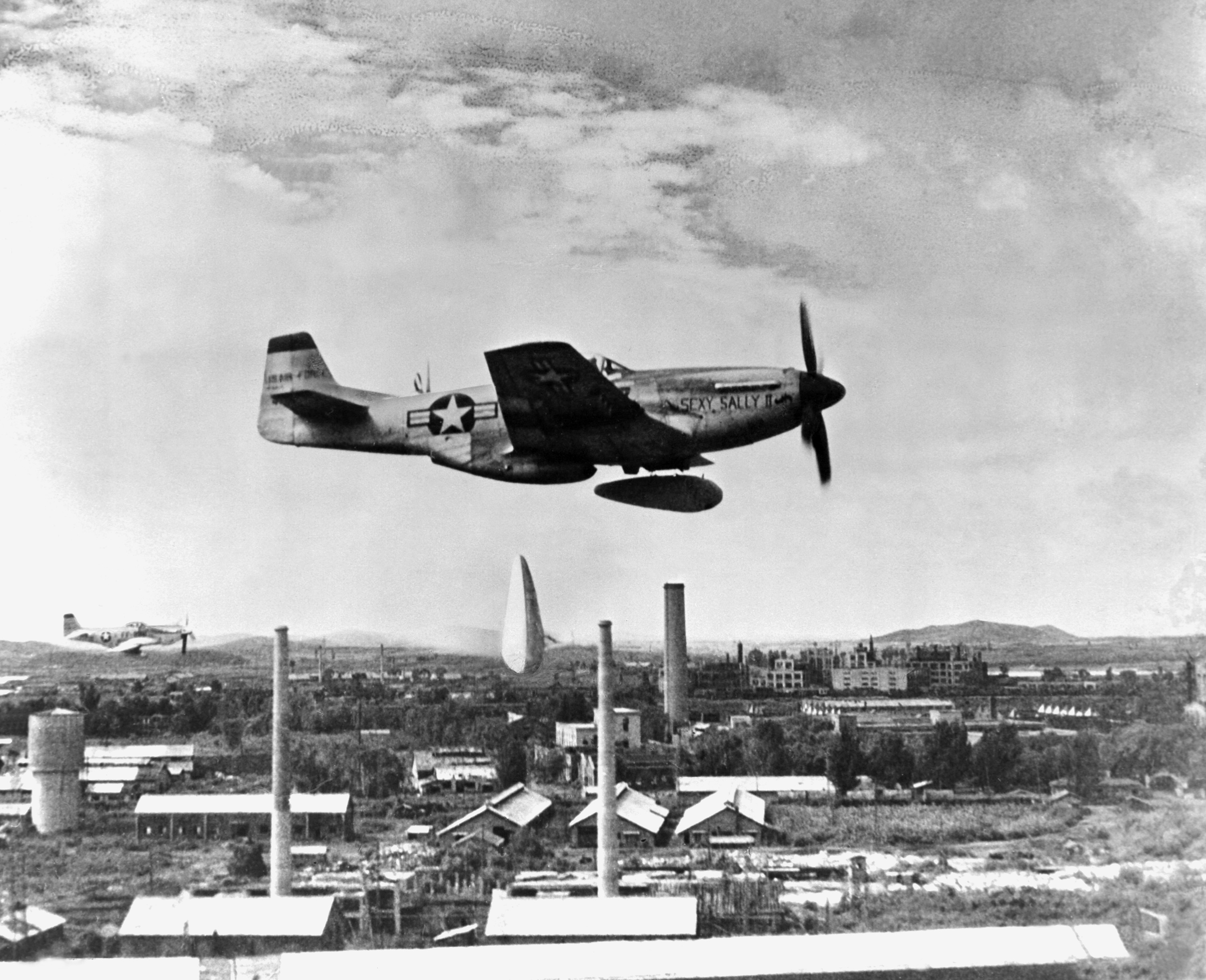
پی-۵۱ ماستنگ در آستانهٔ رهاسازی بمب خود. (P-51 Mustang)
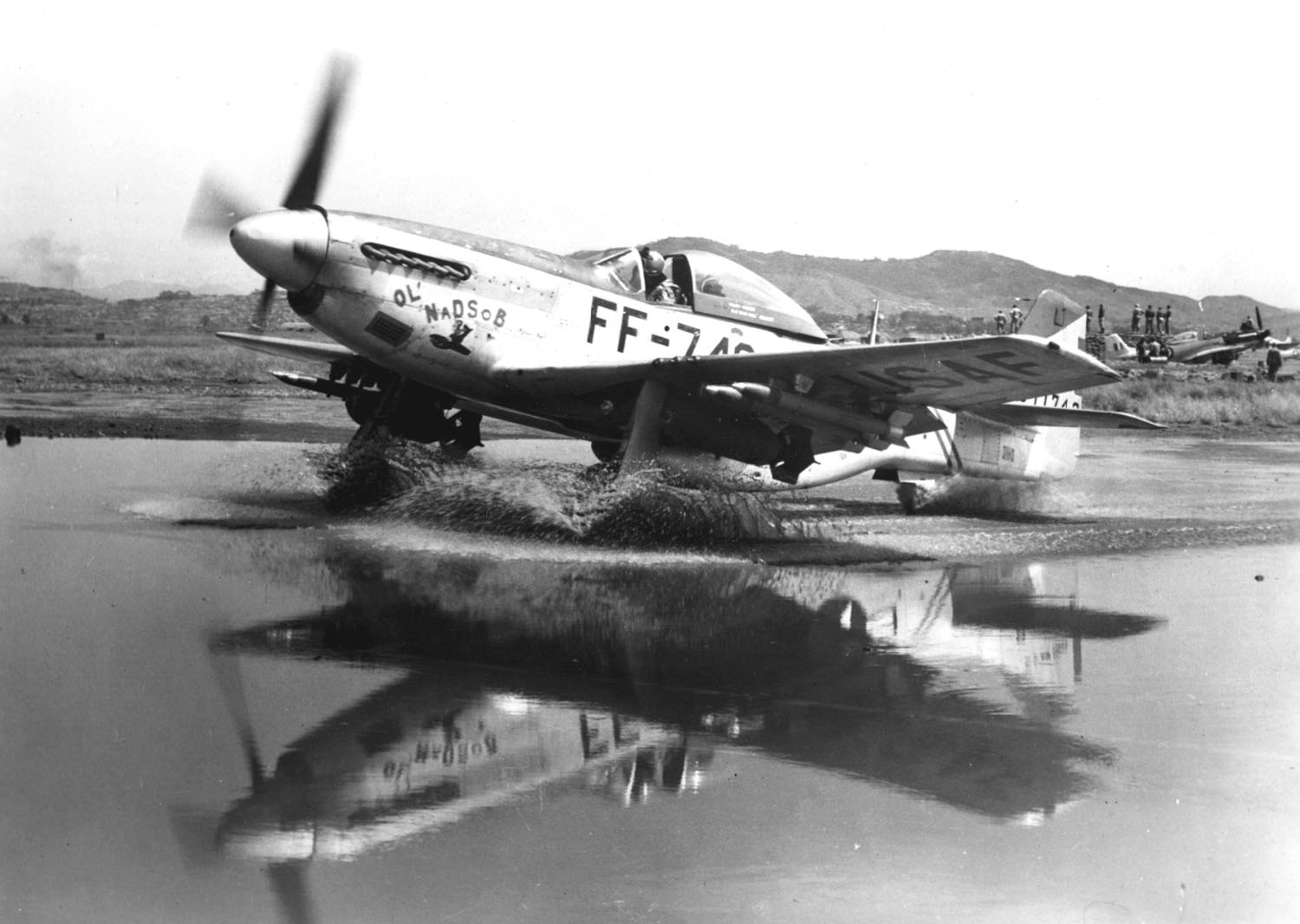
پی-۵۱ درحال تاکسی کردن بر روی آب به‌وسیلهٔ پادِل (ارابهٔ شناور)
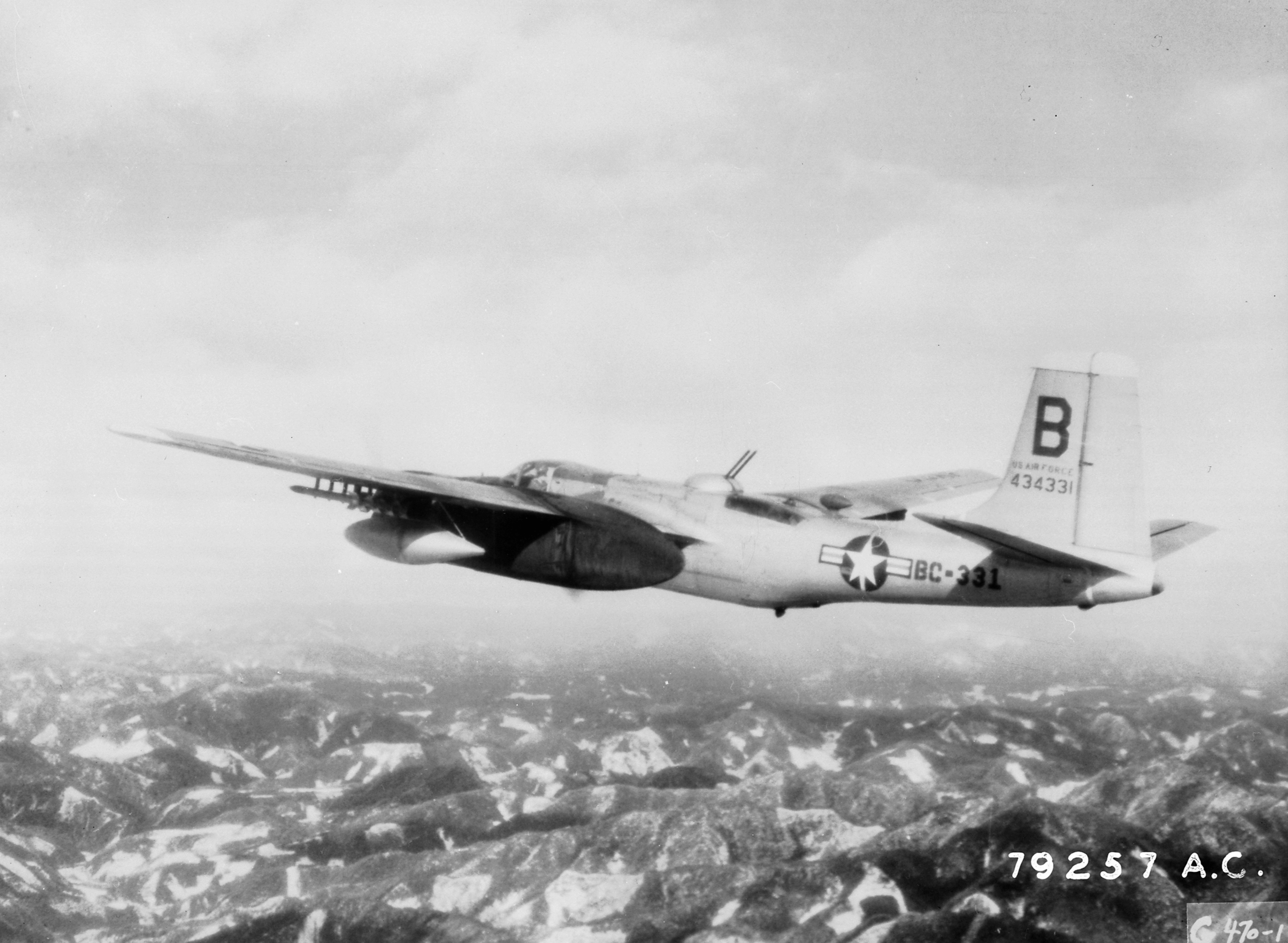
بمب‌افکن بی-۲۶
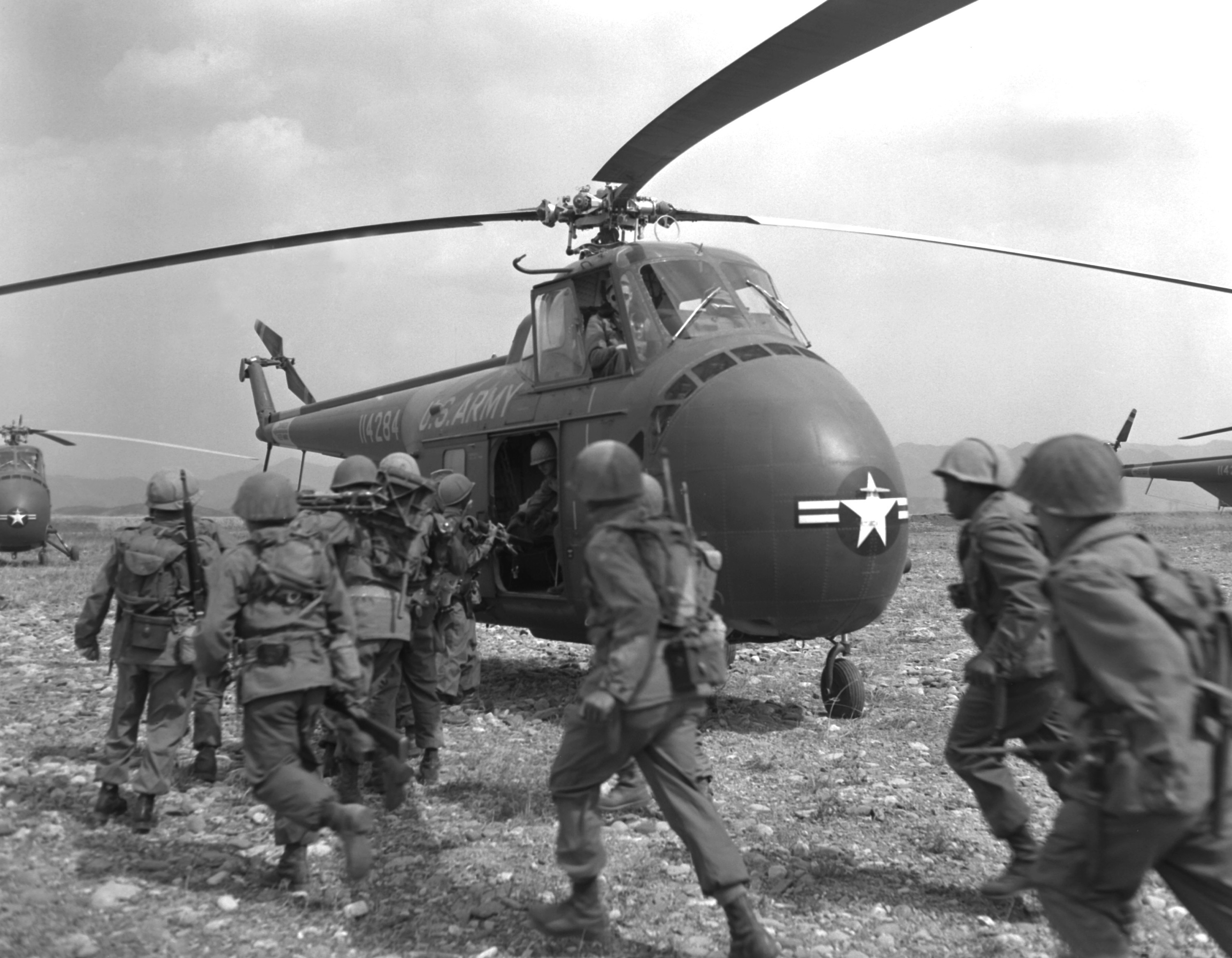
بالگرد سیکورسکی اچ-۱۹
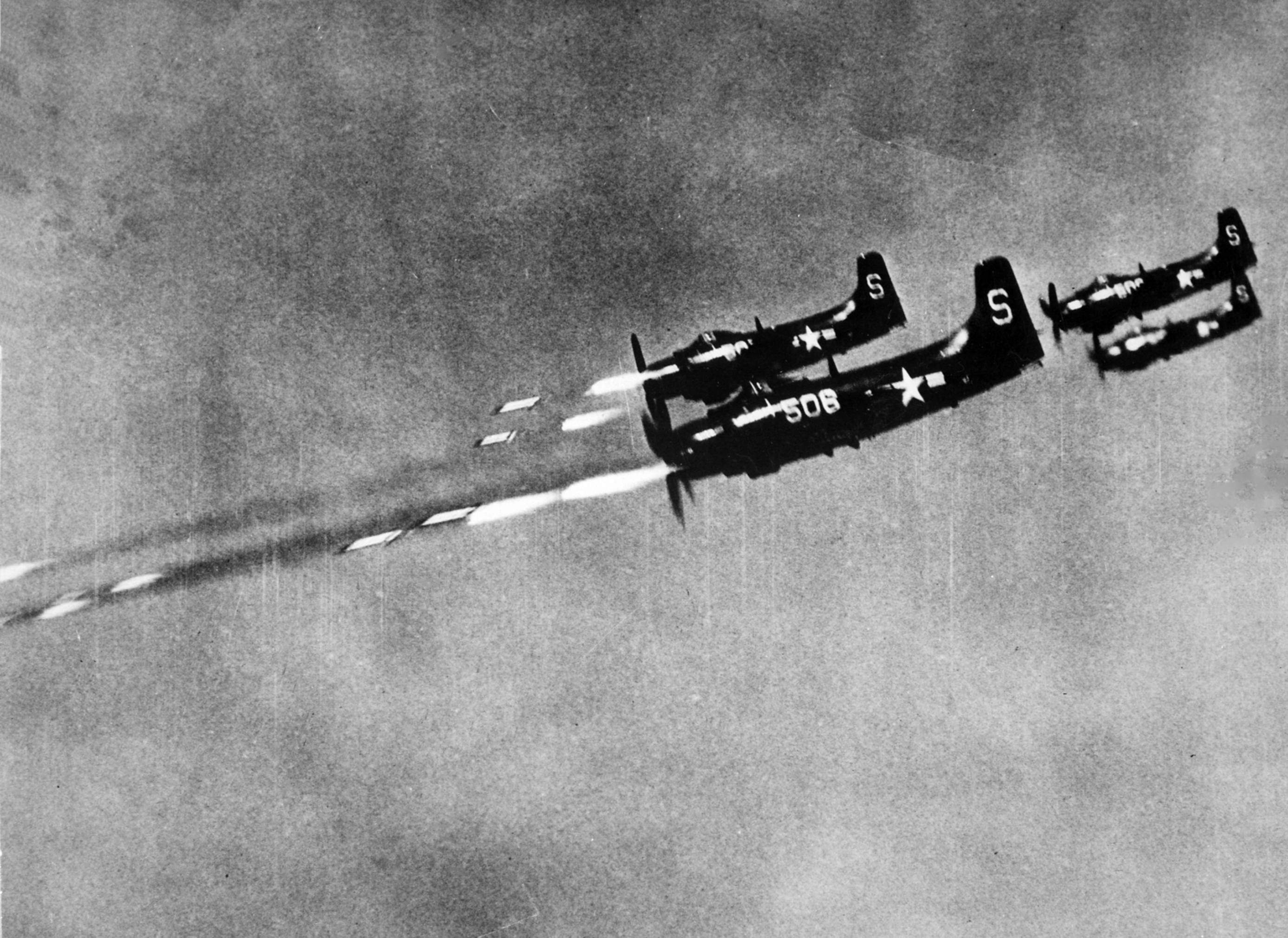
هواپیماهای داگلاس AD-4 درحال یورش
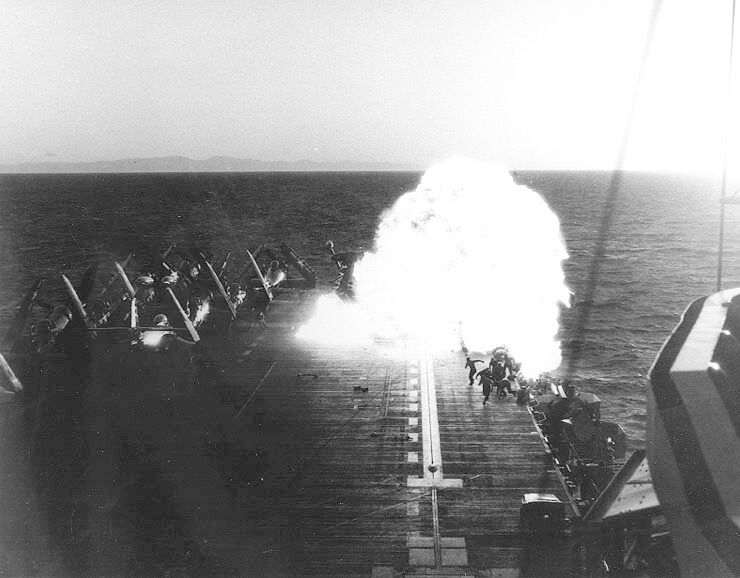
سقوط هواپیمای McDonnell F2H-2 حین فرود بر ناو هواپیمابر اسکس آمریکا. در این حادثه ۷ نفر کشته و ۴ هواپیما روی عرشه ازبین رفتند که شامل دو فروند F2H-2 و دو فروند Grumman F9F-2 بودند.
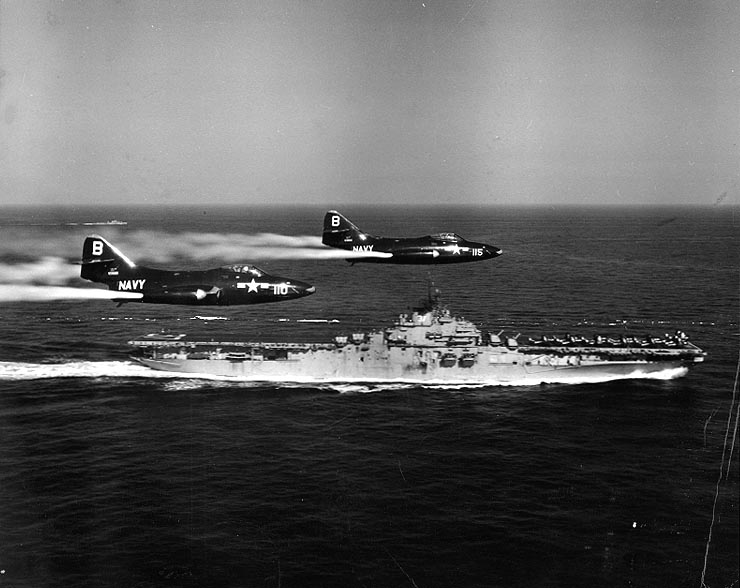
هواپیمای Grumman F9F-2
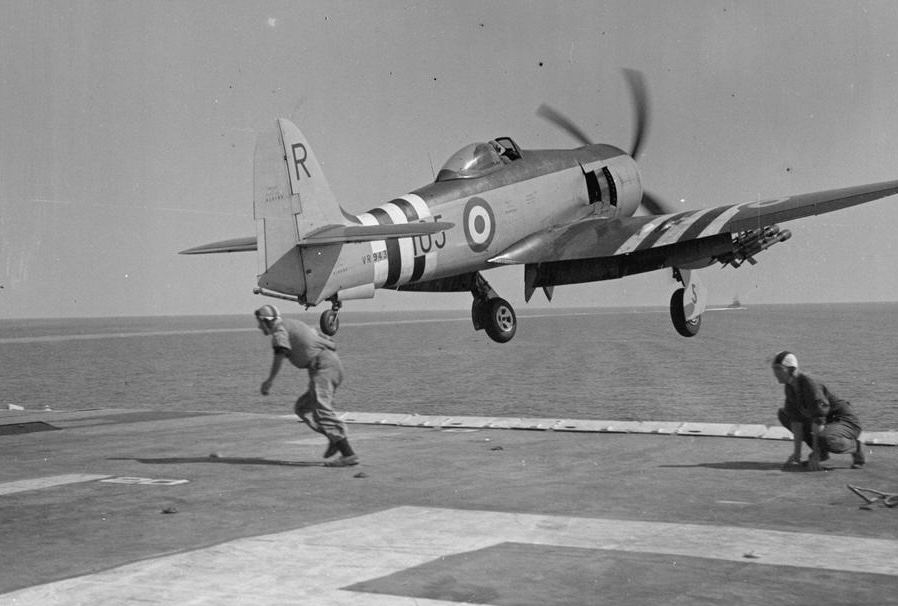
هواپیمای Hawker Sea Fury FB.11
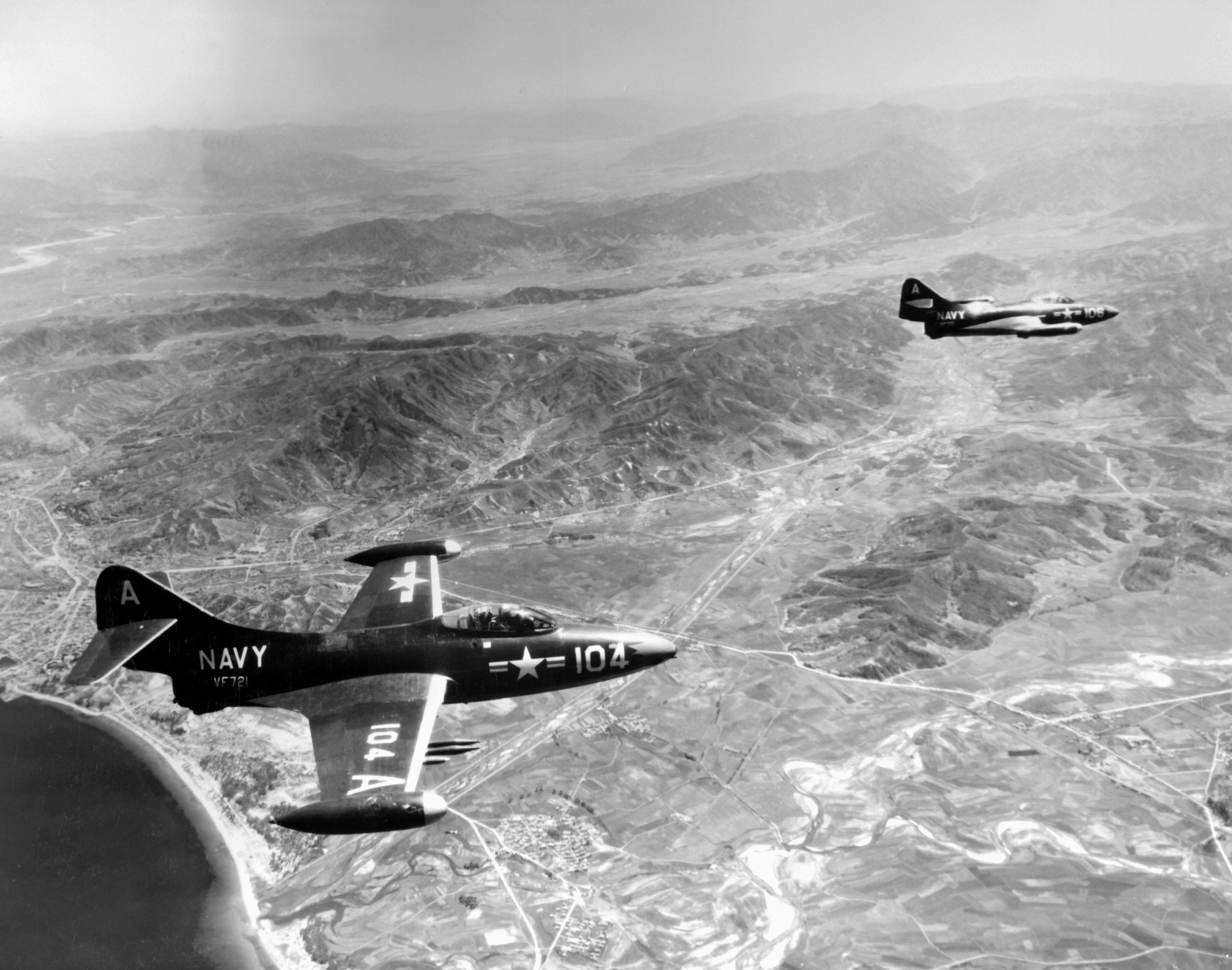
هواپیمای Grumman F9F-2
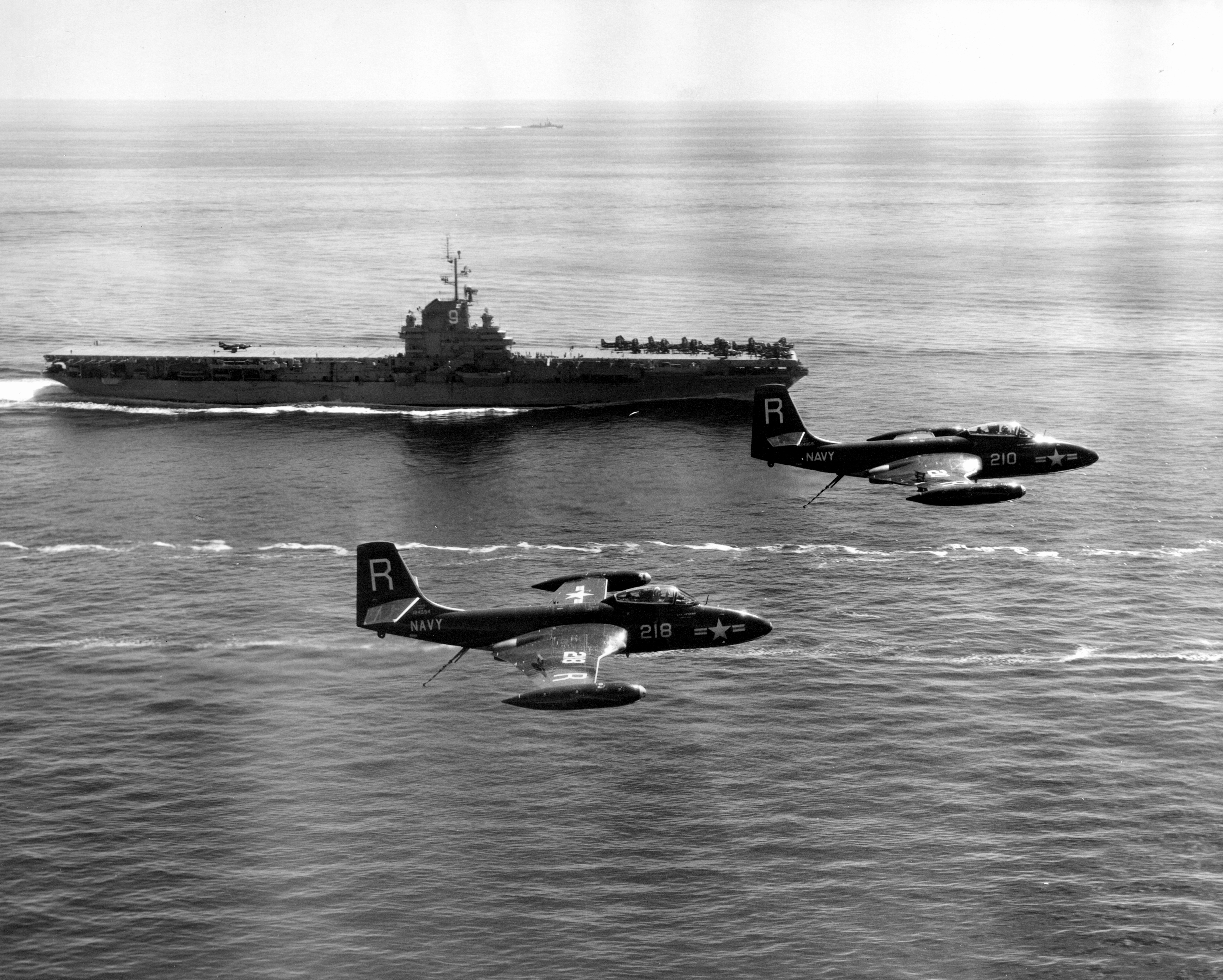
هواپیماهای F2H-2
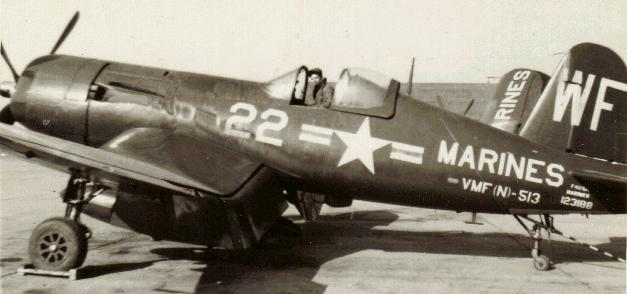
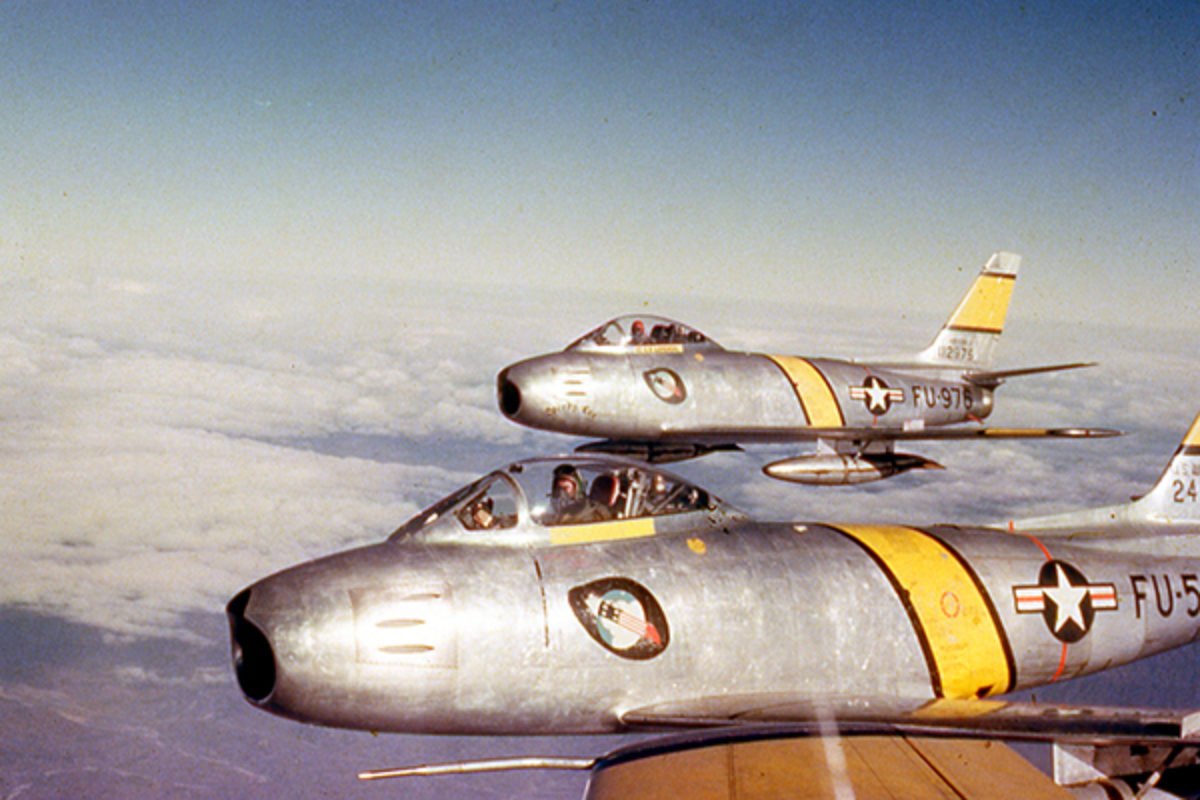
درگیری F-86E در سال ۱۹۵۲
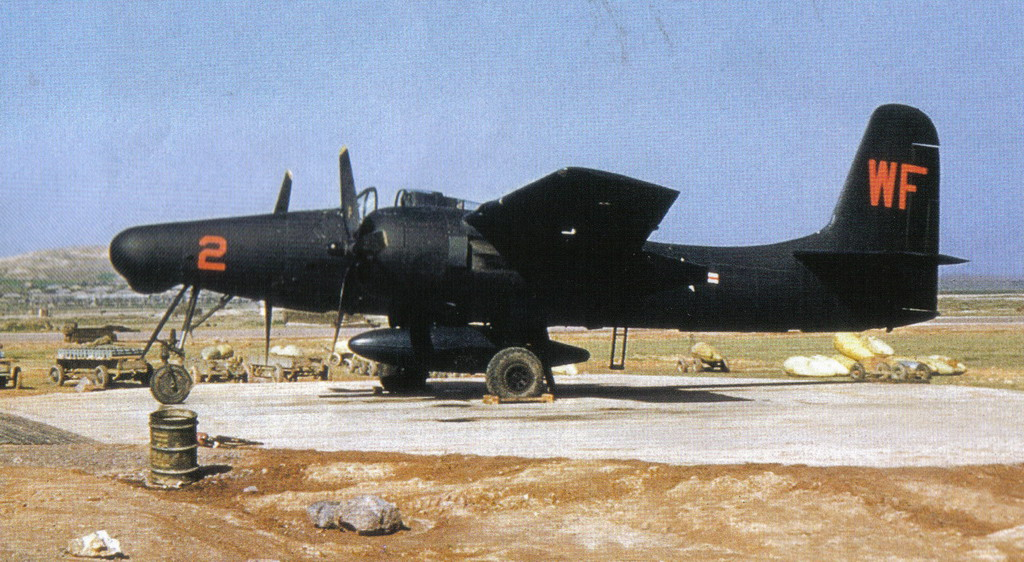
هواپیمای F7F-3N تایگر کَت
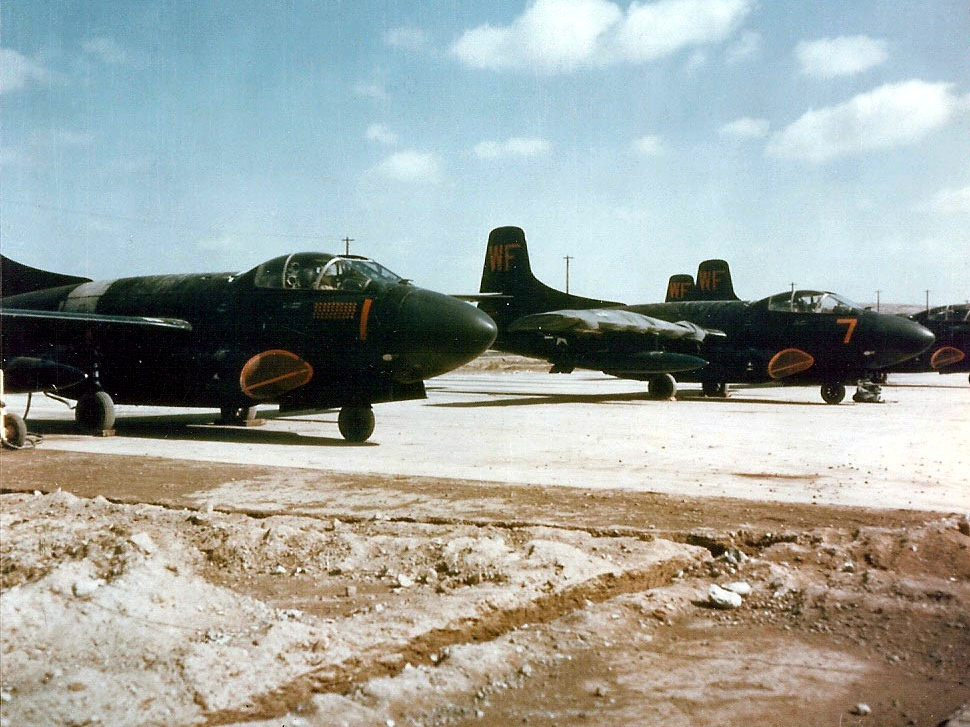
هواپیمای F3D-2
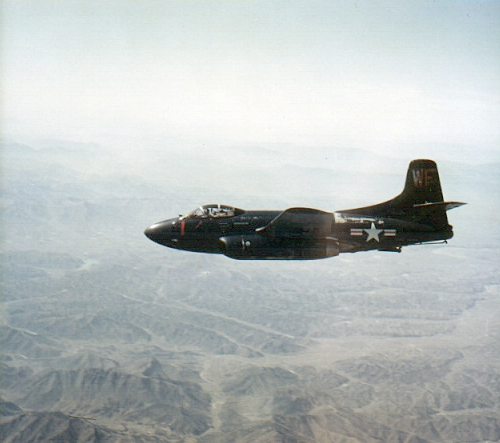
هواپیمای F3D-2
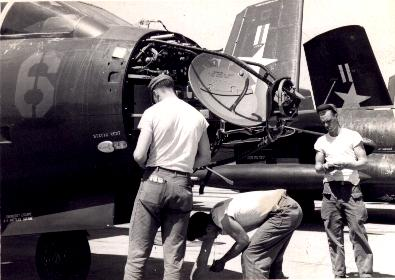
هواپیمای F3D-2 و رادار دماغه‌اش

## نگارخانهٔ نبرد دریایی

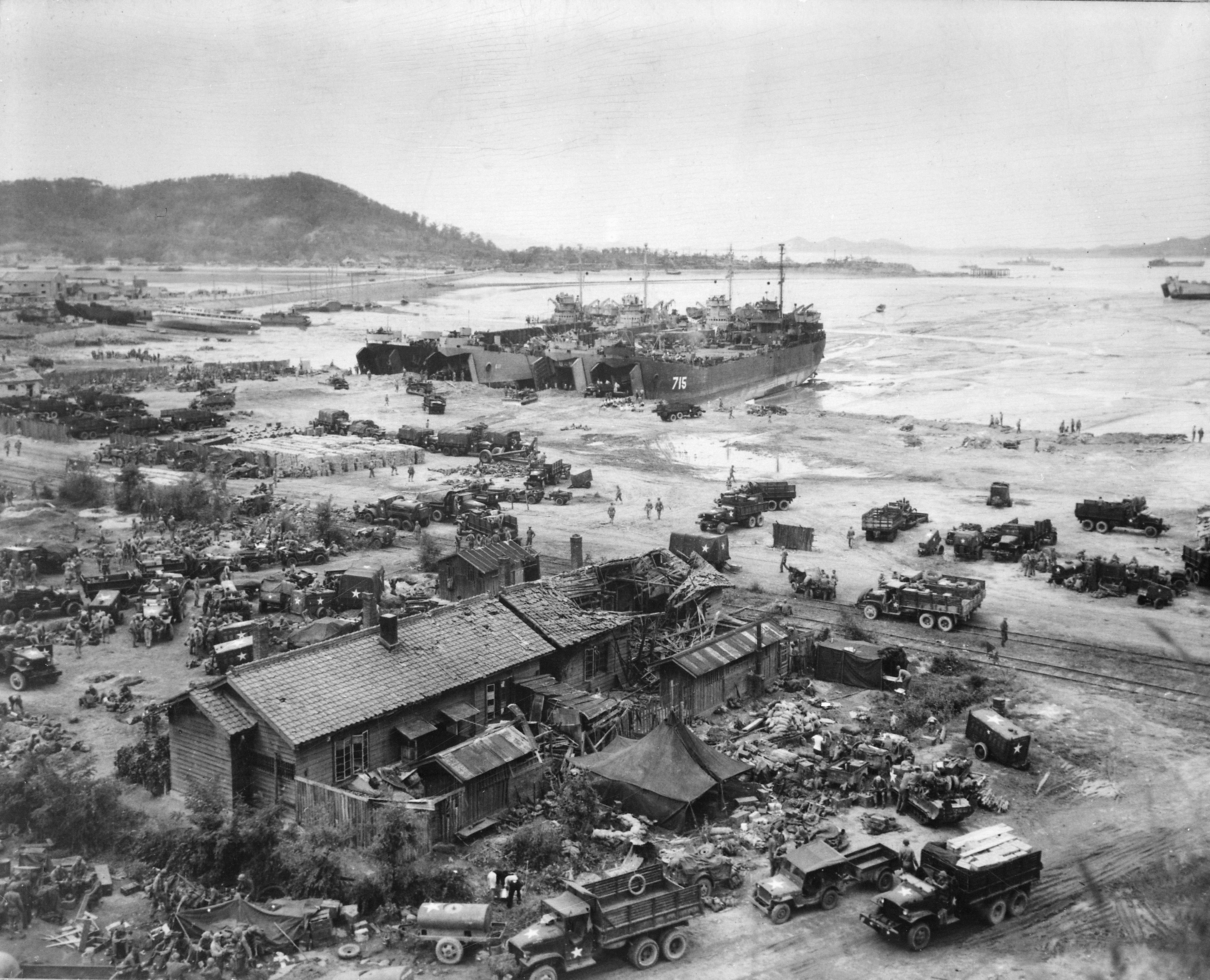
نبرد اینچئون
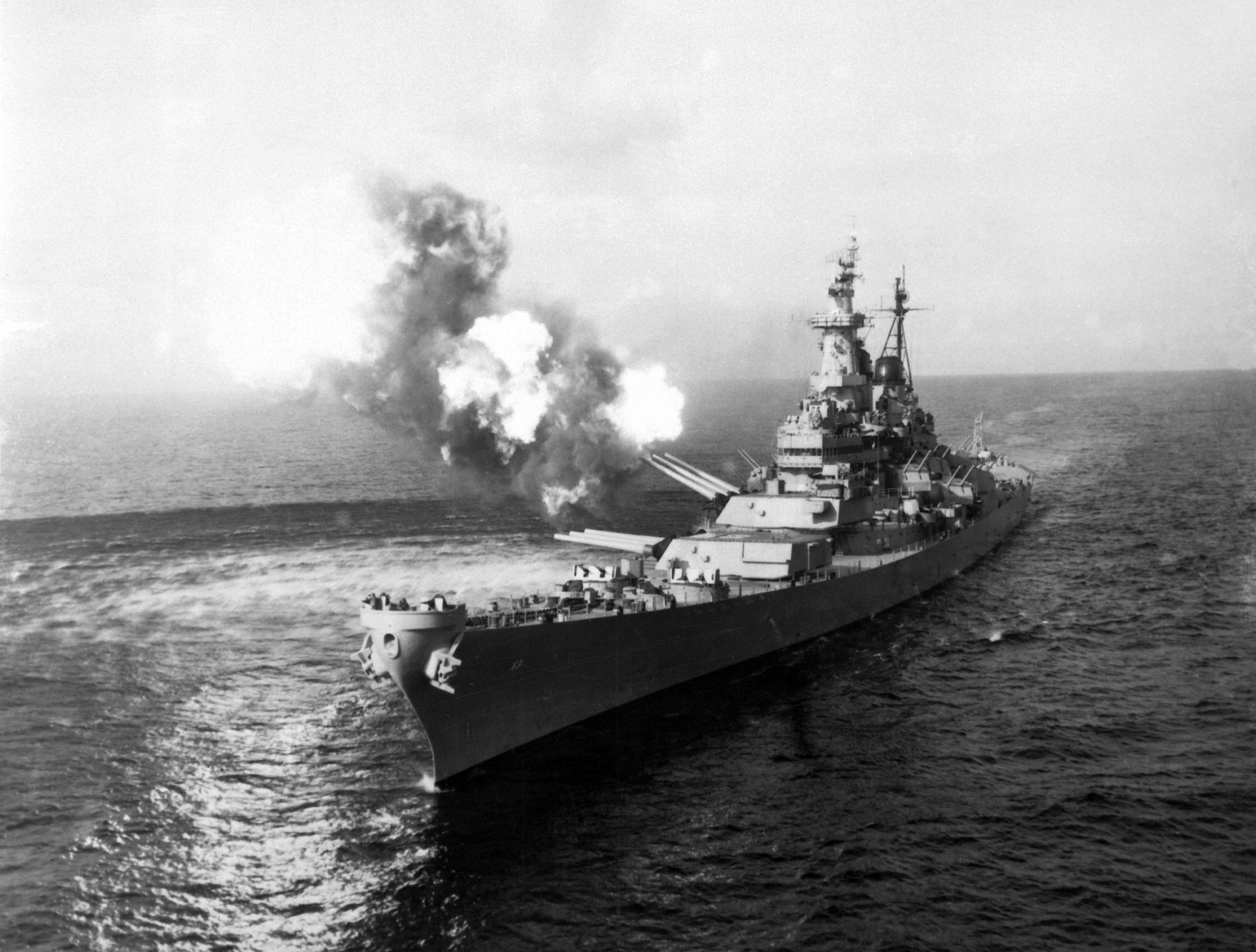
یو اس اس میزوری
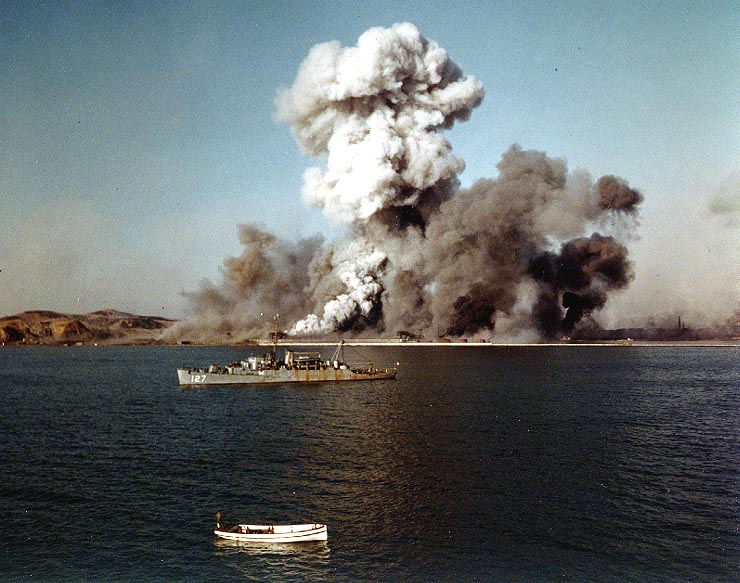
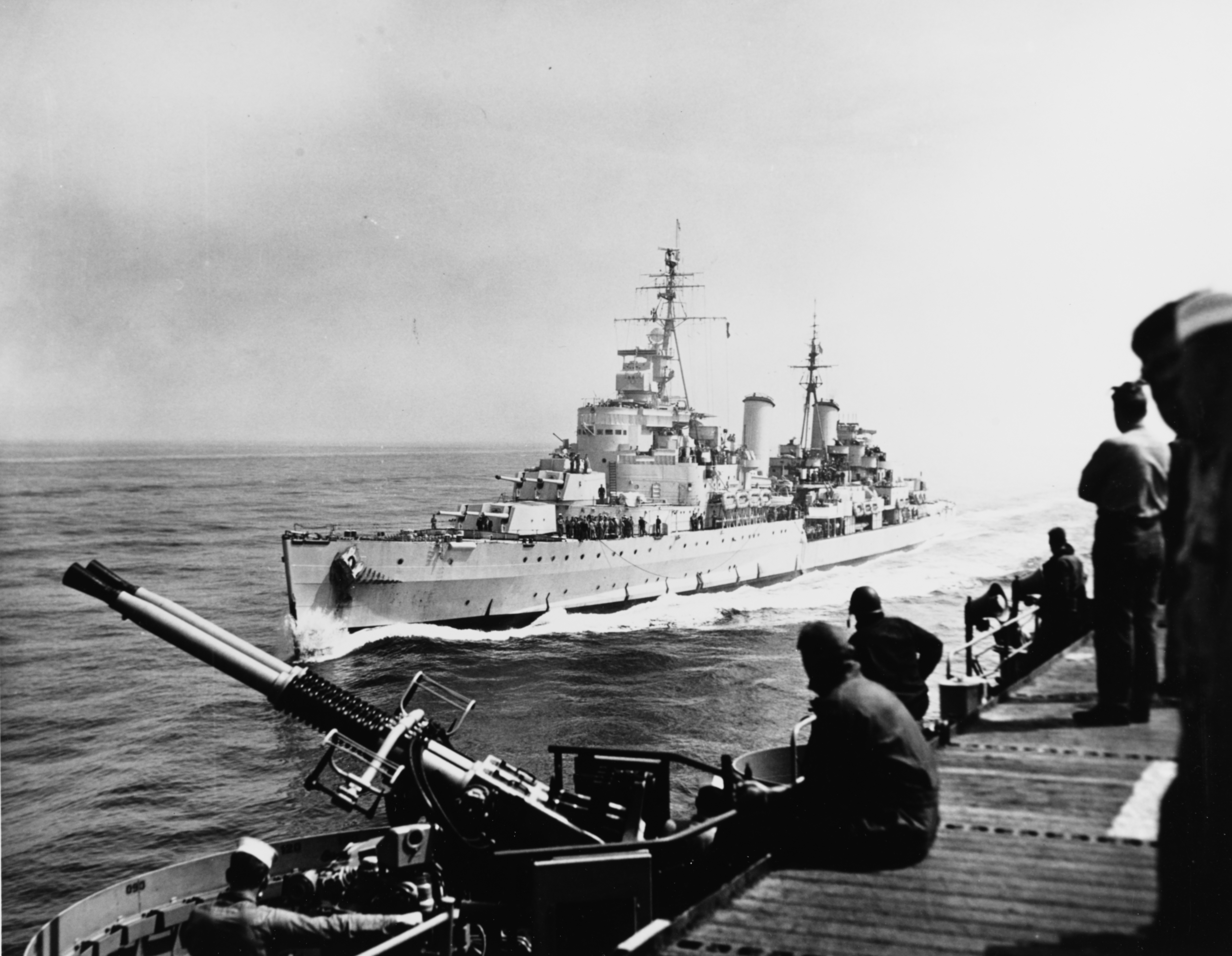
ناو HMS Belfast بریتانیا
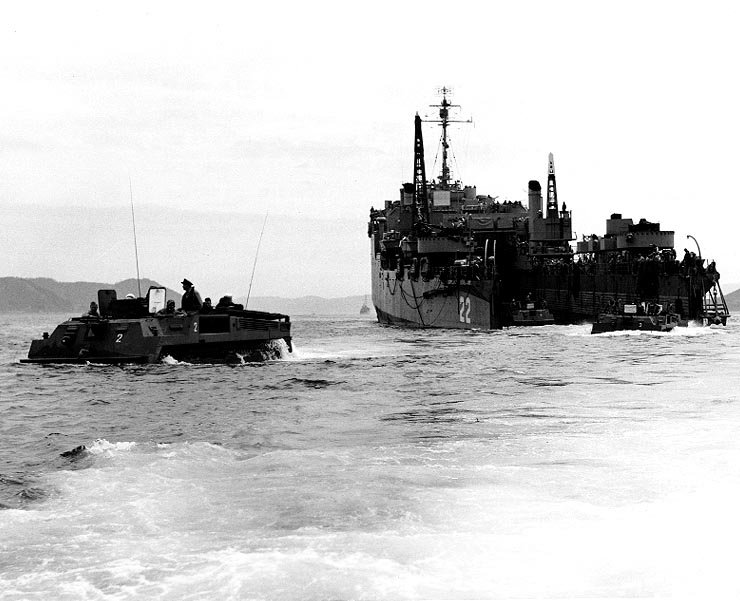
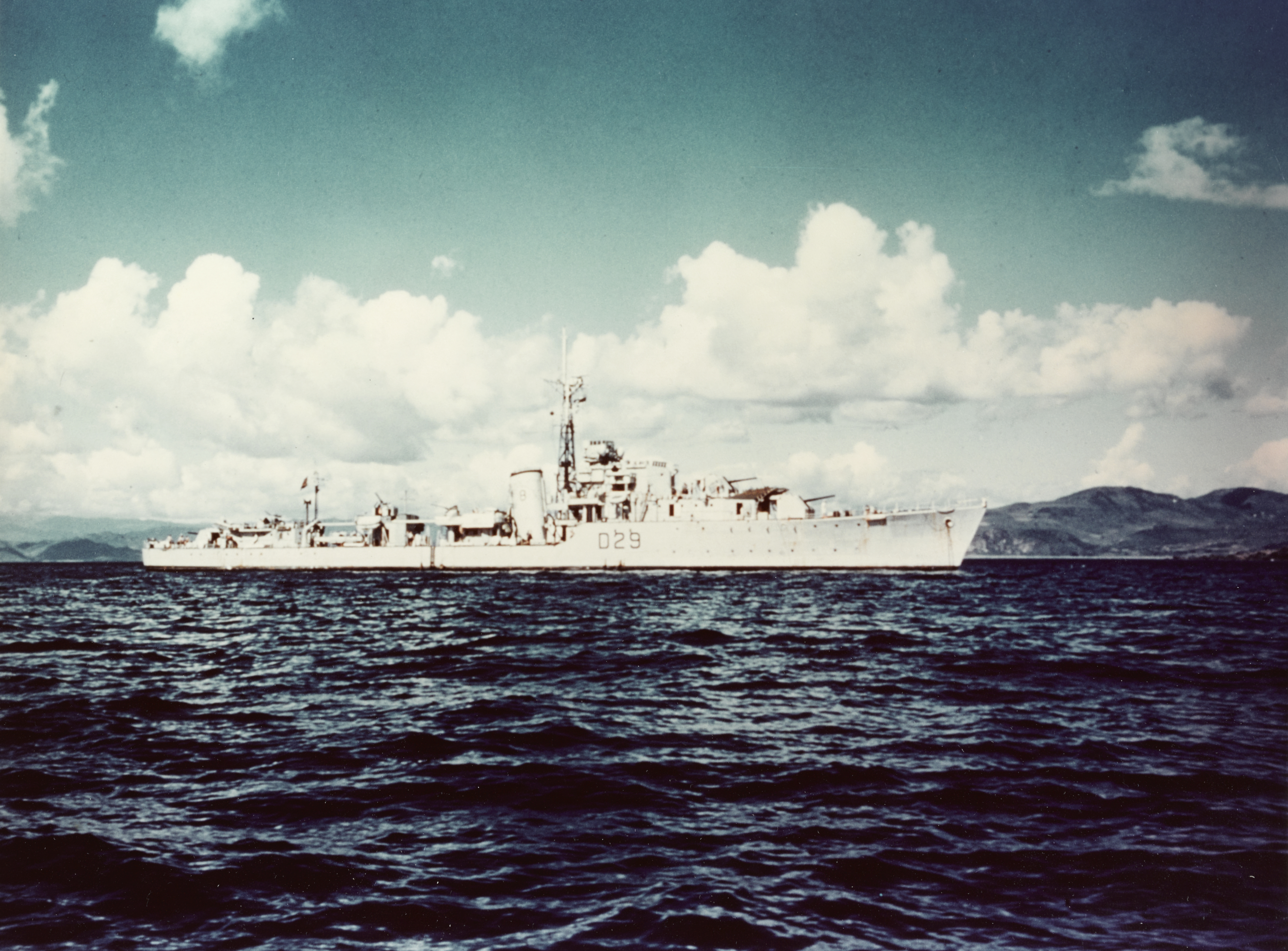
ناو بریتانیا
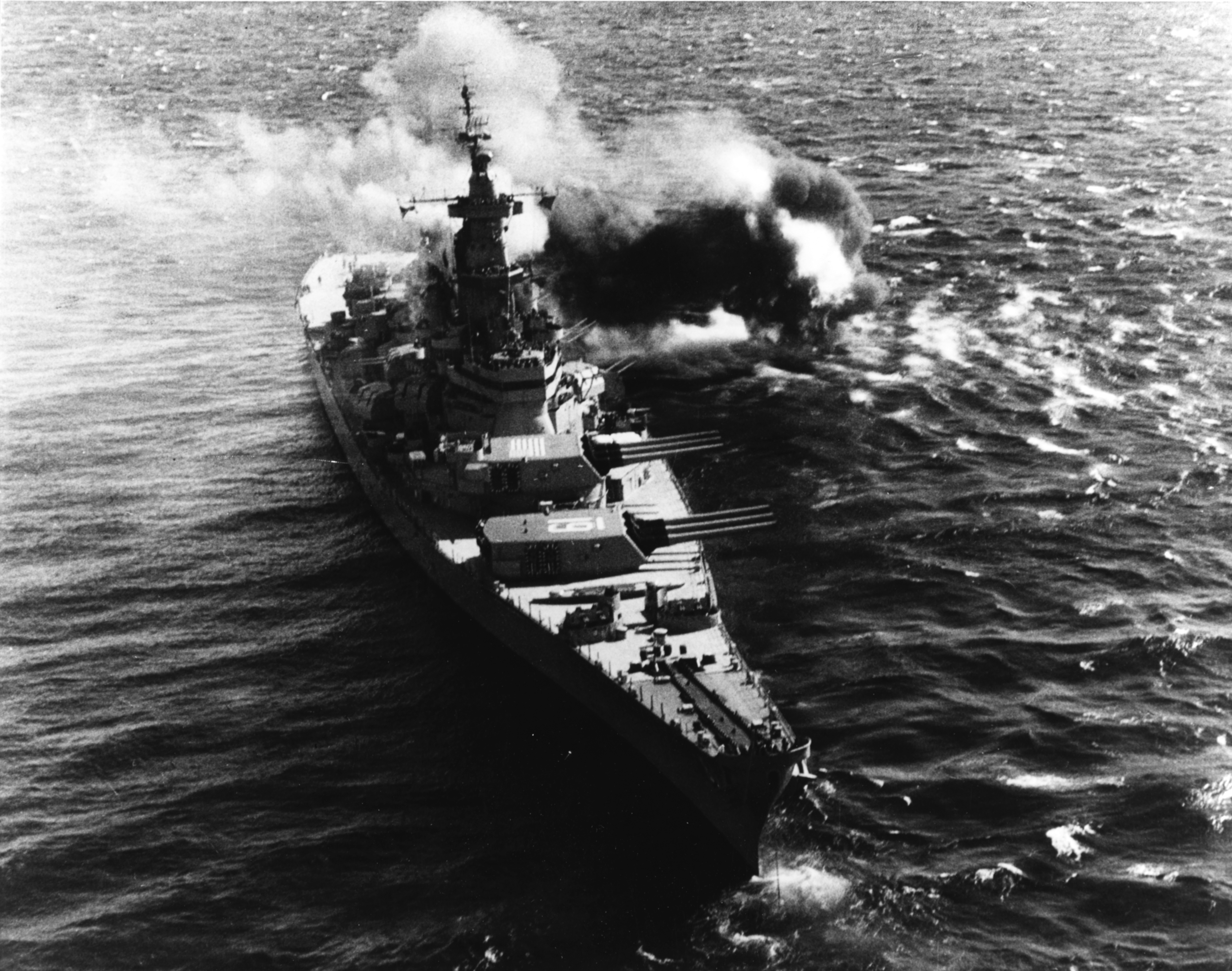
ناو آیوآ آمریکایی
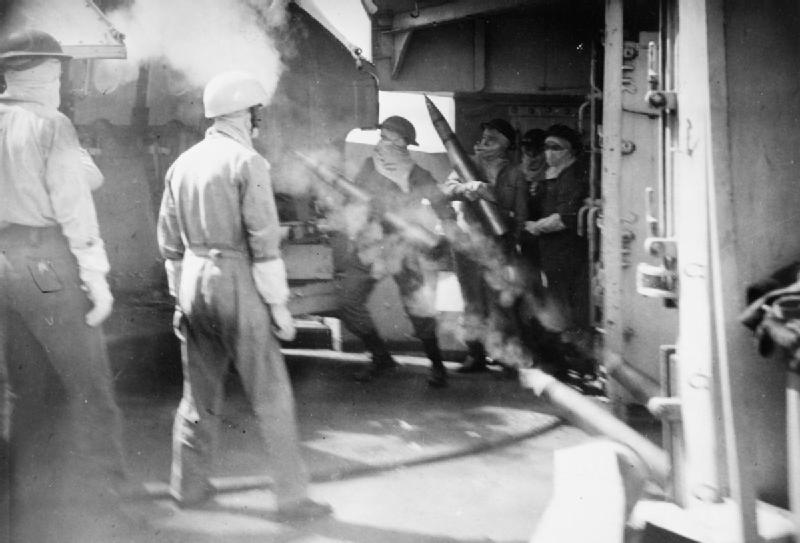
عرشه ناو بریتانیا
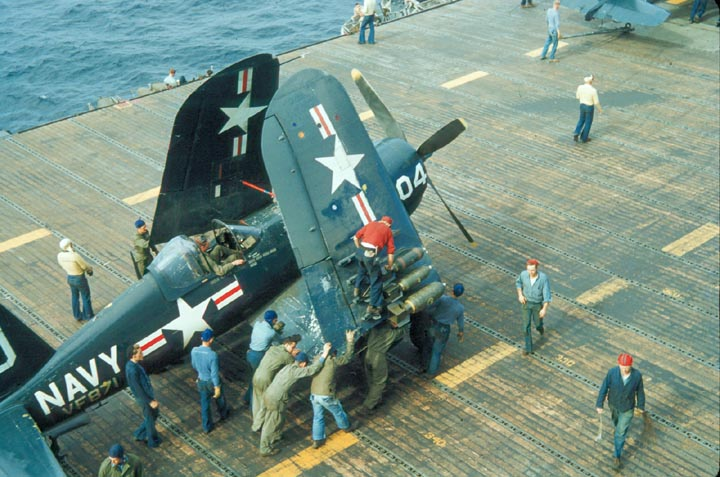
هواپیمای F4U-4 تصویر رنگی در ۱۹۵۲
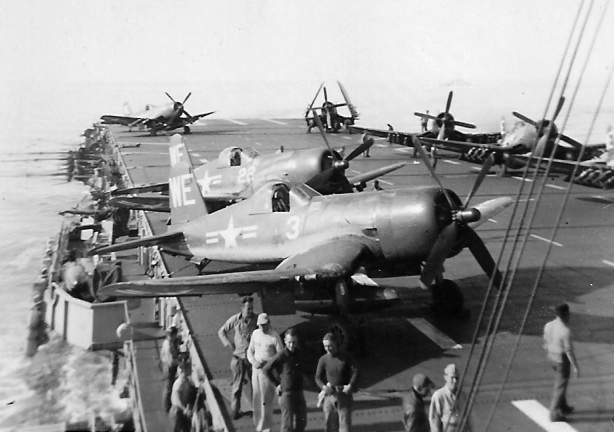
هواپیماهای اف-۴-یو (Vought F4U-4B) بر روی ناو یو اس اس سیسیلی (USS Sicily (CVE-118)) در ۱۹۵۰
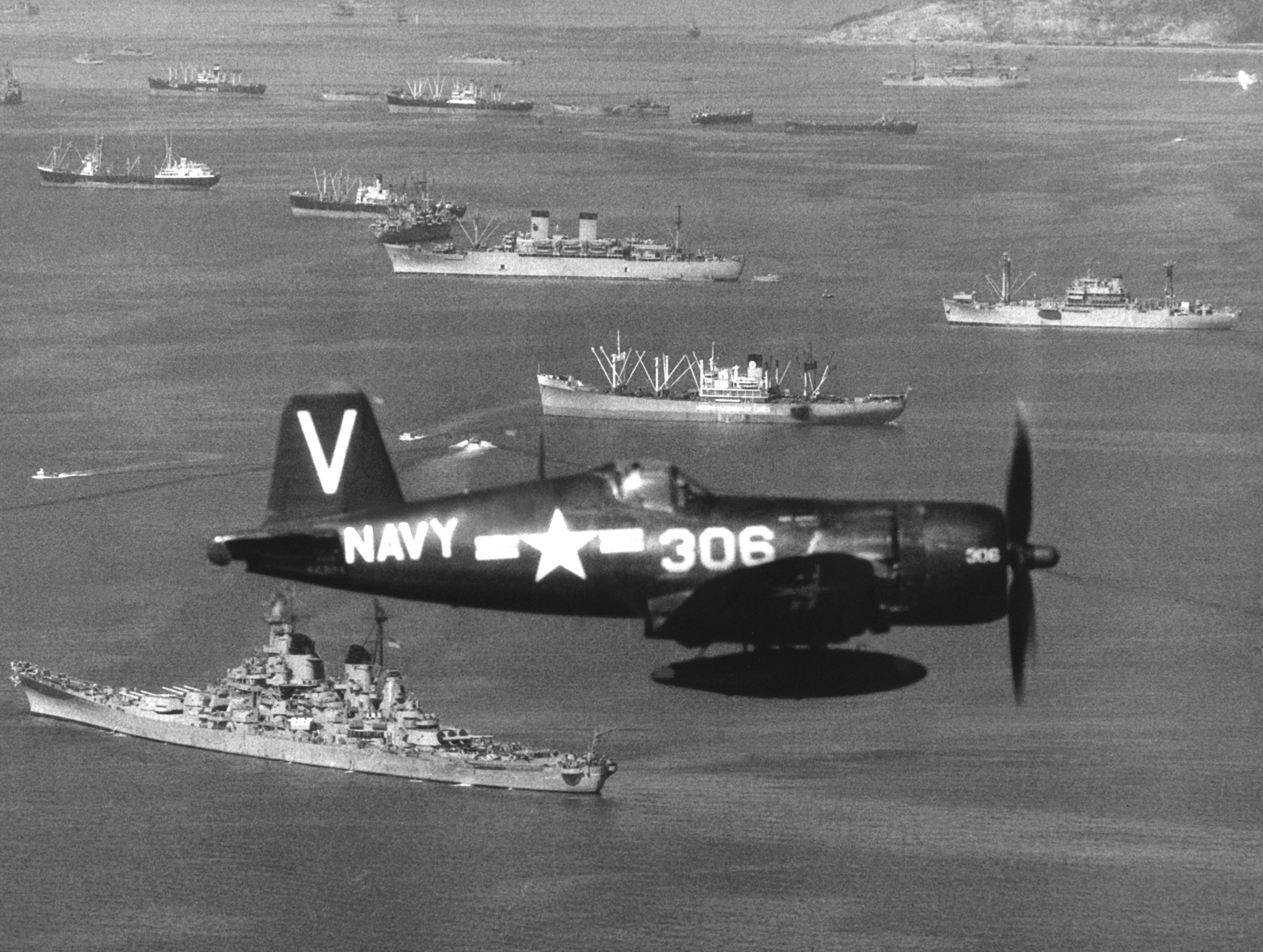
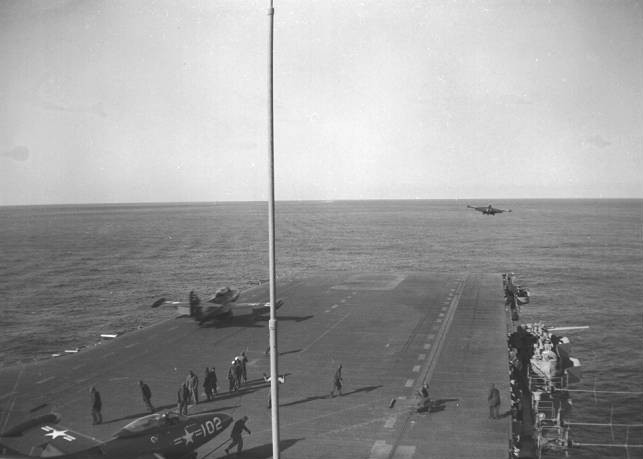
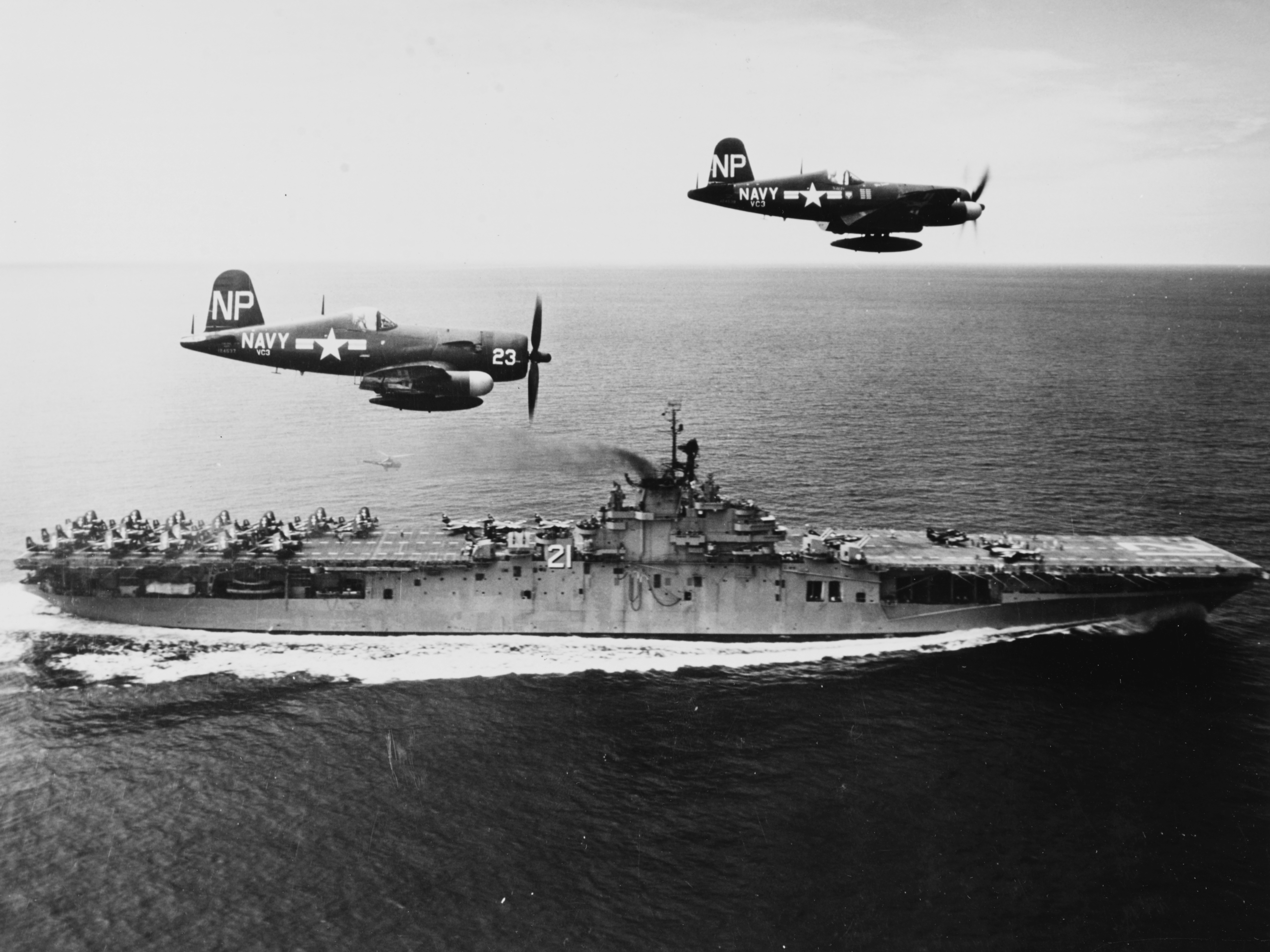